# Seconda Divisione 1925-1926
La Seconda Divisione 1925-1926 fu la quarta e ultima edizione del torneo cadetto del campionato italiano di calcio organizzata a livello interregionale dalla Lega Nord.

## Lega Nord

### Formula
Al campionato parteciparono 44 squadre suddivise in quattro gironi. In origine avrebbero dovuto essere 40 ma, in seguito al ricorso del L.R. Vicenza, che era passata dalla promozione alla retrocessione dopo la condanna per il caso dei suoi tesserati ungheresi, tra cui il talentuoso Ignác Molnár, la Lega Nord il 25 luglio 1925 decise di riammettere i berici nella Seconda Divisione. Fu così che, in una concatenazione di decisioni che partì dall'amnistia per i berici, si allargò il presente torneo a 44 squadre, con l'ammissione in sovrannumero di Vicenza, Petrarca di Padova, Edera di Trieste e Trevigliese.
Tuttavia, nell'agosto del 1925, all'Assemblea Federale si stabilì che dalla stagione 1926-1927 si sarebbe creata una Divisione d'Onore con le migliori società del paese, mentre le altre divisioni sarebbero scalate di conseguenza. La riforma dei campionati proposta all'Assemblea Federale dell'agosto 1925 era la seguente:
1. Divisione d'Onore (a 16 squadre, girone unico)
2. Prima Divisione (II livello, 24 squadre)
3. Seconda Divisione (III livello, 40 squadre)

Questo schema riguardava solo il Nord, e partiva evidentemente dal presupposto di porre la nuova divisione elitaria come un cappello al di sopra dei due vecchi tornei che avrebbero mantenuto le loro vecchie formule. Fu stabilito che la Prima Divisione Sud, riqualificata in un girone unico interregionale, sarebbe stata parificata al nuovo secondo livello vista la notevole superiorità del calcio settentrionale, e di immettere una squadra meridionale nel massimo torneo solo dal 1927. Alla nuova Prima Divisione 1926-1927 declassata a campionato cadetto, a 24 squadre, avrebbero dovuto parteciparvi, a rigor di logica, le otto escluse dalla Divisione d'Onore, a cui si sarebbero aggiunte le prime quattro classificate dei quattro gironi di Seconda Divisione Nord. Si stabilì inoltre di istituire un nuovo comitato, la Lega delle Società Minori, con sede a Genova, che avrebbe coordinato l'attività dei comitati regionali organizzanti la Terza e la Quarta Divisione, e avrebbe gestito direttamente le finali interregionali Nord di Terza Divisione. Per stabilire la formula definitiva del campionato 1926-1927, con le connesse promozioni e retrocessioni, fu perciò istituita la cosiddetta "Commissione dei tredici".
Nel frattempo, la cosiddetta "Commissione dei tredici" decise di mantenere invariato l’organico complessivo dei 64 club della Lega Nord, limitandosi a distribuirlo su tre tornei anziché due, restringendo il futuro declassato campionato di Seconda Divisione a 24 club eliminando due gironi, risultato matematicamente raggiungibile facendo retrocedere le ultime tre classificate di ogni girone come sarebbe avvenuto normalmente in assenza di riforme. La piramide stabilita a fine settembre 1925 dalla "Commissione dei tredici" era infatti la seguente:
1. Divisione Nazionale a 16 squadre (girone unico): «le sedici squadre della Divisione Nazionale saranno le prime otto classificate nei due gironi della I Divisione del Campionato 1925-1926».
2. Prima Divisione a 24 squadre (due gironi interregionali da 12): «le ventiquattro squadre saranno costituite dalle otto eliminate dalla Divisione Nazionale e dalle sedici prime classificate (quattro per ognuno dei quattro gironi) nel Campionato di II Divisione 1925-1926».
3. Seconda Divisione a 24 squadre (due gironi interregionali da 12): «le ventiquattro squadre saranno costituite dalle classificate dalla quinta all'ottava nei quattro gironi del campionato di Seconda Divisione 1925-1926 e dalle otto prime classificate nel campionato di III Divisione 1925-1926, le quali si sostituiranno alle ultime dodici classificate (tre per ogni girone) nella II Divisione 1925-1926 (portata in deroga temporanea a 11 squadre) che dovranno retrocedere».

La Prima e la Seconda Divisione sarebbero state gestite dalla Lega Nord delle Società Maggiori, mentre i campionati regionali di Terza e Quarta Divisione sarebbero stati coordinati dalla Lega delle Società Minori del Nord, che avrebbe organizzato direttamente le finali per la promozione in Seconda Divisione. Era prevista l'istituzione delle leghe delle società maggiori e delle società minori anche al Sud.
La delusione delle dodici società di Seconda Divisione destinate a retrocedere, contrariamente a quanto inizialmente proposto in assemblea, fu formalmente raccolta dalla Carta di Viareggio che tramite la nuova piramide:
1. Divisione Nazionale a 20 squadre (di cui 17 del Nord, una in più del previsto)
2. Prima Divisione a 32 squadre (di cui 23 del Nord, una in meno del previsto)
3. Seconda Divisione Nord a 36 squadre (3 gironi da 12, un girone in più del previsto),

annullò tutte le retrocessioni in Terza Divisione.
Fu così che, essendo rimasto libero il posto in Prima Divisione che doveva spettare all'Alessandria, ammessa in extremis in Divisione Nazionale, fu ammessa in suo luogo l'Anconitana, che finora aveva militato nella Lega Sud. Nella sostanza però, queste riammissioni vennero svilite dall’esclusione della Seconda Divisione dall’associazione di vertice, quel Direttorio Divisioni Superiori in cui il regime trasformò la Lega Nord, per declassarla in blocco nel successore della Lega delle Società Minori, il Direttorio Divisioni Inferiori. Il disegno originario di riqualificazione mediante un allungamento della piramide dei campionati si riduceva nella sostanza ad un glissement delle denominazioni dei tornei. A maggior prova di tale tendenza, in seguito fu deciso un riassestamento verso la Prima dequalificando di conseguenza la Seconda, arrivando allo schema definitivo basato tutto su gironi da dieci club ciascuno:
1. Divisione Nazionale a 20 squadre
2. Prima Divisione a 40 squadre (di cui 30 del Nord, inclusa l'Anconitana)
3. Seconda Divisione Nord a 30 squadre (3 gironi da 10).

Fu così che, complice la fusione tra le società fiumane dell'Olympia e del Gloria, anche alle quinte e le seste classificate fu consentito di mantenere il proprio livello nel Direttorio Divisioni Superiori che dal 1926 sostituì la Lega Nord: per gli altri clubs il destino fu quello di confluire nell'ex Lega delle Società Minori ridenominato dalla Carta di Viareggio Direttorio Divisioni Inferiori Nord, il comitato di tipo interregionale chiamato a gestire il declassato torneo di Seconda Divisione nell'Italia settentrionale.
Quale norma transitoria introdotta all'inizio della stagione, la F.I.G.C. decise che in caso di qualsiasi parità di punti e anche per l'assegnazione del primo posto in classifica non si sarebbe giocato lo spareggio ma doveva essere applicato il goal-average (quoziente reti) ovvero il rapporto tra reti fatte e subite. Avrebbe regolato anche tutti gli altri pari merito.

Questa norma fu subito accantonata all'inizio della stagione seguente perché ci furono troppi casi sospetti di combine a causa di eclatanti risultati superiori alle 8-10 reti (forse concordati ma non provati) in modo da evitare problemi con le seconde classificate.

### Girone A

#### Squadre partecipanti
| Club               | Rosa     | Città              | Stadio                                     | Stagione precedente                   |
| ------------------ | -------- | ------------------ | ------------------------------------------ | ------------------------------------- |
| Atalanta           | dettagli | Bergamo            | Stadium della Clementina                   | 7º nel girone B della 2ª Div.         |
| Biellese           | dettagli | Biella (NO)        | Campo Sportivo Rivetti                     | 3º nel girone B della 2ª Div.         |
| Canottieri Lecco   | dettagli | Lecco (CO)         | Campo dei Cantarelli                       | 7º nel girone B della 2ª Div.         |
| Como               | dettagli | Como               | Campo di via dei Mille                     | 4° nel gir. finale Nord della 2ª Div. |
| Derthona           | dettagli | Tortona (AL)       | Campo Fornaci                              | 13º nel girone B della 1ª Div.        |
| Fanfulla           | dettagli | Lodi (MI)          | Stadio Dossenina                           | 6º nel girone C della 2ª Div.         |
| Juventus Italia    | dettagli | Milano             | Campo del Bersaglio                        | 5º nel girone B della 2ª Div.         |
| Monza              | dettagli | Monza (MI)         | Campo di via Ghilini                       | 5º nel girone B della 2ª Div.         |
| Pro Patria         | dettagli | Busto Arsizio (MI) | Stadium di via Valle Olona                 | 2º nel girone B della 2ª Div.         |
| US Milanese        | dettagli | Milano             | Campo di via Candiani e Velodromo Sempione | 4º nel girone B della 2ª Div.         |
| Vercellesi Erranti | dettagli | Vercelli (NO)      | Campo di via XX Settembre                  | 7º nel girone A della 2ª Div.         |

#### Classifica finale
|  | Pos. | Squadra                 | Pt | G  | V  | N | P  | GF | GS | QR    |
|  | ---- | ----------------------- | -- | -- | -- | - | -- | -- | -- | ----- |
|  | 1.   | Biellese                | 29 | 20 | 12 | 5 | 3  | 47 | 17 |       |
|  | 2.   | Derthona                | 28 | 20 | 14 | 0 | 6  | 55 | 25 |       |
|  | 3.   | Atalanta                | 26 | 20 | 10 | 6 | 4  | 38 | 22 | 1,727 |
|  | 4.   | Pro Patria              | 26 | 20 | 10 | 6 | 4  | 40 | 26 | 1,538 |
|  | 5.   | US Milanese             | 23 | 20 | 9  | 5 | 6  | 40 | 22 |       |
|  | 6.   | Como                    | 20 | 20 | 8  | 4 | 8  | 36 | 40 |       |
|  | 7.   | Juventus Italia         | 19 | 20 | 8  | 3 | 9  | 33 | 40 |       |
|  | 8.   | Canottieri Lecco        | 16 | 20 | 5  | 6 | 9  | 23 | 37 |       |
|  | 9.   | Fanfulla                | 15 | 20 | 6  | 3 | 11 | 28 | 51 |       |
|  | 10.  | Monza                   | 12 | 20 | 5  | 2 | 13 | 28 | 50 |       |
|  | 11.  | Vercellesi Erranti (-2) | 4  | 20 | 1  | 4 | 15 | 11 | 49 |       |

Legenda:
 Ammesso in Prima Divisione 1926-1927.
      Retrocesso in Seconda Divisione 1926-1927 (DDIN).
 Ammesso solo successivamente nella categoria di destinazione.
 Non si iscrive al campionato successivo.
Regolamento:
Due punti a vittoria, uno a pareggio, zero a sconfitta.
In caso di pari merito in qualsiasi posizione della classifica, le squadre sono classificate grazie al miglior quoziente reti (QR).
Note:
Vercellesi Erranti penalizzata di due punti per due rinunce.

#### Tabellone
|                    | Ata  | Bie  | Can  | Com  | Der  | Fan  | Juv  | Mil  | Mon  | Pro  | Ver  |
| ------------------ | ---- | ---- | ---- | ---- | ---- | ---- | ---- | ---- | ---- | ---- | ---- |
| Atalanta           | –––– | 1-0  | 3-3  | 4-1  | 2-0  | 3-0  | 5-0  | 0-1  | 5-0  | 1-1  | 4-1  |
| Biellese           | 5-0  | –––– | 1-0  | 2-0  | 0-2  | 4-1  | 5-0  | 4-3  | 2-1  | 5-0  | 5-0  |
| Canottieri Lecco   | 0-1  | 1-1  | –––– | 2-2  | 2-1  | 1-1  | 1-2  | 2-0  | 3-1  | 3-1  | 1-1  |
| Como               | 1-2  | 2-5  | 3-1  | –––– | 3-2  | 6-0  | 2-1  | 1-1  | 4-2  | 1-1  | 5-1  |
| Derthona           | 2-1  | 1-0  | 7-0  | 4-0  | –––– | 7-0  | 1-2  | 2-1  | 4-1  | 3-1  | 1-1  |
| Fanfulla           | 1-3  | 2-2  | 5-1  | 2-0  | 1-2  | –––– | 0-5  | 2-5  | 1-0  | 1-1  | 3-1  |
| Juventus Italia    | 1-1  | 0-1  | 0-0  | 2-2  | 2-5  | 1-5  | –––– | 3-2  | 4-1  | 1-3  | 4-0  |
| Milanese           | 1-1  | 0-0  | 2-0  | 4-0  | 3-1  | 3-1  | 0-1  | –––– | 4-0  | 1-1  | 3-0  |
| Monza              | 3-0  | 2-2  | 3-0  | 1-2  | 1-5  | 5-0  | 3-2  | 0-4  | –––– | 1-4  | 2-0  |
| Pro Patria         | 0-0  | 0-0  | 2-0  | 3-0  | 4-1  | 1-0  | 3-1  | 3-2  | 4-1  | –––– | 4-0  |
| Vercellesi Erranti | 1-1  | 1-3  | 0-2  | 0-1  | 1-3  | 0-2  | 0-1  | 0-0  | 0-0  | 4-3  | –––– |

#### Calendario
| andata (1ª) | andata (1ª)      | Prima giornata                     | ritorno (12ª) | ritorno (12ª) |
|             |                  |                                    |               |               |
| 4 ott.      | 1-1              | Atalanta-Pro Patria                | 0-0           | 28 feb.       |
| 4 ott.      | 4-2              | Como-Monza                         | 2-1           | 28 feb.       |
| 4 ott.      | 2-5              | Fanfulla-US Milanese               | 1-3           | 28 feb.       |
| 4 ott.      | 7-0              | Derthona-Canottieri Lecco          | 1-2           | 28 feb.       |
| 4 ott.      | 4-0              | Juventus Italia-Vercellesi Erranti | 1-0           | 28 feb.       |
| 4 ott.      | Riposa: Biellese |                                    |               | 28 feb.       |

| andata (2ª) | andata (2ª)      | Seconda giornata            | ritorno (13ª) | ritorno (13ª) |
|             |                  |                             |               |               |
| 11 ott.     | 2-1              | Derthona-Atalanta           | 0-2           | 7 mar.        |
| 11 ott.     | 2-2              | Canottieri Lecco-Como       | 1-3           | 7 mar.        |
| 11 ott.     | 5-0              | Monza-Fanfulla              | 0-1           | 7 mar.        |
| 11 ott.     | 3-1              | Pro Patria-Juventus Italia  | 3-1           | 7 mar.        |
| 11 ott.     | 1-3              | Vercellesi Erranti-Biellese | 0-5           | 7 mar.        |
| 11 ott.     | Riposa: Milanese |                             |               | 7 mar.        |

| andata (1ª) | andata (1ª)      | Prima giornata                     | ritorno (12ª) | ritorno (12ª) |
|             |                  |                                    |               |               |
| 4 ott.      | 1-1              | Atalanta-Pro Patria                | 0-0           | 28 feb.       |
| 4 ott.      | 4-2              | Como-Monza                         | 2-1           | 28 feb.       |
| 4 ott.      | 2-5              | Fanfulla-US Milanese               | 1-3           | 28 feb.       |
| 4 ott.      | 7-0              | Derthona-Canottieri Lecco          | 1-2           | 28 feb.       |
| 4 ott.      | 4-0              | Juventus Italia-Vercellesi Erranti | 1-0           | 28 feb.       |
| 4 ott.      | Riposa: Biellese |                                    |               | 28 feb.       |

| andata (2ª) | andata (2ª)      | Seconda giornata            | ritorno (13ª) | ritorno (13ª) |
|             |                  |                             |               |               |
| 11 ott.     | 2-1              | Derthona-Atalanta           | 0-2           | 7 mar.        |
| 11 ott.     | 2-2              | Canottieri Lecco-Como       | 1-3           | 7 mar.        |
| 11 ott.     | 5-0              | Monza-Fanfulla              | 0-1           | 7 mar.        |
| 11 ott.     | 3-1              | Pro Patria-Juventus Italia  | 3-1           | 7 mar.        |
| 11 ott.     | 1-3              | Vercellesi Erranti-Biellese | 0-5           | 7 mar.        |
| 11 ott.     | Riposa: Milanese |                             |               | 7 mar.        |

| andata (3ª) | andata (3ª)             | Terza giornata              | ritorno (14ª) | ritorno (14ª) |
|             |                         |                             |               |               |
| 18 ott.     | 0-1                     | Atalanta-US Milanese        | 1-1           | 14 mar.       |
| 18 ott.     | 6-0                     | Como-Fanfulla               | 0-2           | 14 mar.       |
| 18 ott.     | 0-2                     | Biellese-Derthona           | 0-1           | 14 mar.       |
| 18 ott.     | 0-0                     | Vercellesi Erranti-Monza    | 0-2           | 14 mar.       |
| 18 ott.     | 3-1                     | Canottieri Lecco-Pro Patria | 0-2           | 14 mar.       |
| 18 ott.     | Riposa: Juventus Italia |                             |               | 14 mar.       |

| andata (4ª) | andata (4ª)      | Quarta giornata             | ritorno (15ª) | ritorno (15ª) |
|             |                  |                             |               |               |
| 25 ott.     | 1-1              | Juventus Italia-Atalanta    | 0-5           | 18 apr.       |
| 25 ott.     | 3-0              | Pro Patria-Como             | 1-1           | 18 apr.       |
| 25 ott.     | 1-0              | Biellese-Canottieri Lecco   | 1-1           | 28 mar.       |
| 25 ott.     | 0-4              | Monza-US Milanese           | 0-4           | 28 mar.       |
| 25 ott.     | 2-0              | Derthona-Vercellesi Erranti | 3-1           | 28 mar.       |
| 25 ott.     | Riposa: Fanfulla |                             |               | 28 mar.       |

| andata (3ª) | andata (3ª)             | Terza giornata              | ritorno (14ª) | ritorno (14ª) |
|             |                         |                             |               |               |
| 18 ott.     | 0-1                     | Atalanta-US Milanese        | 1-1           | 14 mar.       |
| 18 ott.     | 6-0                     | Como-Fanfulla               | 0-2           | 14 mar.       |
| 18 ott.     | 0-2                     | Biellese-Derthona           | 0-1           | 14 mar.       |
| 18 ott.     | 0-0                     | Vercellesi Erranti-Monza    | 0-2           | 14 mar.       |
| 18 ott.     | 3-1                     | Canottieri Lecco-Pro Patria | 0-2           | 14 mar.       |
| 18 ott.     | Riposa: Juventus Italia |                             |               | 14 mar.       |

| andata (4ª) | andata (4ª)      | Quarta giornata             | ritorno (15ª) | ritorno (15ª) |
|             |                  |                             |               |               |
| 25 ott.     | 1-1              | Juventus Italia-Atalanta    | 0-5           | 18 apr.       |
| 25 ott.     | 3-0              | Pro Patria-Como             | 1-1           | 18 apr.       |
| 25 ott.     | 1-0              | Biellese-Canottieri Lecco   | 1-1           | 28 mar.       |
| 25 ott.     | 0-4              | Monza-US Milanese           | 0-4           | 28 mar.       |
| 25 ott.     | 2-0              | Derthona-Vercellesi Erranti | 3-1           | 28 mar.       |
| 25 ott.     | Riposa: Fanfulla |                             |               | 28 mar.       |

| andata (5ª) | andata (5ª)        | Quinta giornata             | ritorno (16ª) | ritorno (16ª) |
|             |                    |                             |               |               |
| 15 nov.     | 4-1                | Atalanta-Vercellesi Erranti | 1-1           | 4 apr.        |
| 15 nov.     | 2-1                | Como-Juventus Italia        | 2-2           | 4 apr.        |
| 15 nov.     | 2-2                | Fanfulla-Biellese           | 1-4           | 4 apr.        |
| 15 nov.     | 3-1                | US Milanese-Derthona        | 1-2           | 4 apr.        |
| 15 nov.     | 3-1                | Canottieri Lecco-Monza      | 0-3           | 4 apr.        |
| 15 nov.     | Riposa: Pro Patria |                             |               | 4 apr.        |

| andata (6ª) | andata (6ª)      | Sesta giornata            | ritorno (17ª) | ritorno (17ª) |
|             |                  |                           |               |               |
| 22 nov.     | 0-1              | Vercellesi Erranti-Como   | 1-5           | 11 lug.       |
| 10 gen.     | 2-5              | Juventus Italia-Derthona  | 2-1           | 11 apr.       |
| 22 nov.     | 2-2              | Monza-Biellese            | 1-2           | 11 apr.       |
| 22 nov.     | 1-0              | Pro Patria-Fanfulla       | 1-1           | 11 apr.       |
| 22 nov.     | 2-0              | Canottieri Lecco-Milanese | 0-2           | 11 apr.       |
| 22 nov.     | Riposa: Atalanta |                           |               | 11 apr.       |

| andata (5ª) | andata (5ª)        | Quinta giornata             | ritorno (16ª) | ritorno (16ª) |
|             |                    |                             |               |               |
| 15 nov.     | 4-1                | Atalanta-Vercellesi Erranti | 1-1           | 4 apr.        |
| 15 nov.     | 2-1                | Como-Juventus Italia        | 2-2           | 4 apr.        |
| 15 nov.     | 2-2                | Fanfulla-Biellese           | 1-4           | 4 apr.        |
| 15 nov.     | 3-1                | US Milanese-Derthona        | 1-2           | 4 apr.        |
| 15 nov.     | 3-1                | Canottieri Lecco-Monza      | 0-3           | 4 apr.        |
| 15 nov.     | Riposa: Pro Patria |                             |               | 4 apr.        |

| andata (6ª) | andata (6ª)      | Sesta giornata            | ritorno (17ª) | ritorno (17ª) |
|             |                  |                           |               |               |
| 22 nov.     | 0-1              | Vercellesi Erranti-Como   | 1-5           | 11 lug.       |
| 10 gen.     | 2-5              | Juventus Italia-Derthona  | 2-1           | 11 apr.       |
| 22 nov.     | 2-2              | Monza-Biellese            | 1-2           | 11 apr.       |
| 22 nov.     | 1-0              | Pro Patria-Fanfulla       | 1-1           | 11 apr.       |
| 22 nov.     | 2-0              | Canottieri Lecco-Milanese | 0-2           | 11 apr.       |
| 22 nov.     | Riposa: Atalanta |                           |               | 11 apr.       |

| andata (7ª) | andata (7ª)              | Settima giornata              | ritorno (18ª) | ritorno (18ª) |
|             |                          |                               |               |               |
| 29 nov.     | 5-0                      | Biellese-Atalanta             | 0-1           | 2 mag.        |
| 29 nov.     | 0-5                      | Fanfulla-Juventus Italia      | 5-1           | 2 mag.        |
| 29 nov.     | 4-0                      | Pro Patria-Vercellesi Erranti | 3-4           | 2 mag.        |
| 29 nov.     | 4-1                      | Derthona-Monza                | 5-1           | 2 mag.        |
| 29 nov.     | 4-0                      | US Milanese-Como              | 1-1           | 2 mag.        |
| 29 nov.     | Riposa: Canottieri Lecco |                               |               | 2 mag.        |

| andata (8ª) | andata (8ª)  | Ottava giornata                  | ritorno (19ª) | ritorno (19ª) |
|             |              |                                  |               |               |
| 6 dic.      | 3-0          | Monza-Atalanta                   | 0-5           | 16 mag.       |
| 6 dic.      | 5-0          | Biellese-Pro Patria              | 0-0           | 16 mag.       |
| 6 dic.      | 0-0          | Juventus Italia-Canottieri Lecco | 2-1           | 16 mag.       |
| 6 dic.      | 0-0          | Vercellesi Erranti-Milanese      | 0-3           | 16 mag.       |
| 6 dic.      | 1-2          | Fanfulla-Derthona                | 0-7           | 16 mag.       |
| 6 dic.      | Riposa: Como |                                  |               | 16 mag.       |

| andata (7ª) | andata (7ª)              | Settima giornata              | ritorno (18ª) | ritorno (18ª) |
|             |                          |                               |               |               |
| 29 nov.     | 5-0                      | Biellese-Atalanta             | 0-1           | 2 mag.        |
| 29 nov.     | 0-5                      | Fanfulla-Juventus Italia      | 5-1           | 2 mag.        |
| 29 nov.     | 4-0                      | Pro Patria-Vercellesi Erranti | 3-4           | 2 mag.        |
| 29 nov.     | 4-1                      | Derthona-Monza                | 5-1           | 2 mag.        |
| 29 nov.     | 4-0                      | US Milanese-Como              | 1-1           | 2 mag.        |
| 29 nov.     | Riposa: Canottieri Lecco |                               |               | 2 mag.        |

| andata (8ª) | andata (8ª)  | Ottava giornata                  | ritorno (19ª) | ritorno (19ª) |
|             |              |                                  |               |               |
| 6 dic.      | 3-0          | Monza-Atalanta                   | 0-5           | 16 mag.       |
| 6 dic.      | 5-0          | Biellese-Pro Patria              | 0-0           | 16 mag.       |
| 6 dic.      | 0-0          | Juventus Italia-Canottieri Lecco | 2-1           | 16 mag.       |
| 6 dic.      | 0-0          | Vercellesi Erranti-Milanese      | 0-3           | 16 mag.       |
| 6 dic.      | 1-2          | Fanfulla-Derthona                | 0-7           | 16 mag.       |
| 6 dic.      | Riposa: Como |                                  |               | 16 mag.       |

| andata (9ª) | andata (9ª)                | Nona giornata             | ritorno (20ª) | ritorno (20ª) |
|             |                            |                           |               |               |
| 13 dic.     | 4-1                        | Atalanta-Como             | 2-1           | 20 giu.       |
| 13 dic.     | 3-2                        | Monza-Juventus Italia     | 1-4           | 20 giu.       |
| 13 dic.     | 0-0                        | Milanese-Biellese         | 3-4           | 20 giu.       |
| 13 dic.     | 3-1                        | Derthona-Pro Patria       | 1-4           | 20 giu.       |
| 13 dic.     | 1-1                        | Canottieri Lecco-Fanfulla | 1-5           | 20 giu.       |
| 13 dic.     | Riposa: Vercellesi Erranti |                           |               | 20 giu.       |

| andata (10ª) | andata (10ª)     | Decima giornata             | ritorno (21ª) | ritorno (21ª) |
|              |                  |                             |               |               |
| 31 gen.      | 3-3              | Atalanta-Canottieri Lecco   | 1-0           | 4 lug.        |
| 3 gen.       | 2-0              | Biellese-Como               | 5-2           | 18 lug.       |
| 3 gen.       | 3-1              | Fanfulla-Vercellesi Erranti | 2-0           | 4 lug.        |
| 3 gen.       | 4-1              | Pro Patria-Monza            | 4-1           | 4 lug.        |
| 3 gen.       | 1-0              | Juventus Italia-US Milanese | 3-2           | 4 lug.        |
| 3 gen.       | Riposa: Derthona |                             |               | 4 lug.        |

| andata (9ª) | andata (9ª)                | Nona giornata             | ritorno (20ª) | ritorno (20ª) |
|             |                            |                           |               |               |
| 13 dic.     | 4-1                        | Atalanta-Como             | 2-1           | 20 giu.       |
| 13 dic.     | 3-2                        | Monza-Juventus Italia     | 1-4           | 20 giu.       |
| 13 dic.     | 0-0                        | Milanese-Biellese         | 3-4           | 20 giu.       |
| 13 dic.     | 3-1                        | Derthona-Pro Patria       | 1-4           | 20 giu.       |
| 13 dic.     | 1-1                        | Canottieri Lecco-Fanfulla | 1-5           | 20 giu.       |
| 13 dic.     | Riposa: Vercellesi Erranti |                           |               | 20 giu.       |

| andata (10ª) | andata (10ª)     | Decima giornata             | ritorno (21ª) | ritorno (21ª) |
|              |                  |                             |               |               |
| 31 gen.      | 3-3              | Atalanta-Canottieri Lecco   | 1-0           | 4 lug.        |
| 3 gen.       | 2-0              | Biellese-Como               | 5-2           | 18 lug.       |
| 3 gen.       | 3-1              | Fanfulla-Vercellesi Erranti | 2-0           | 4 lug.        |
| 3 gen.       | 4-1              | Pro Patria-Monza            | 4-1           | 4 lug.        |
| 3 gen.       | 1-0              | Juventus Italia-US Milanese | 3-2           | 4 lug.        |
| 3 gen.       | Riposa: Derthona |                             |               | 4 lug.        |

| \| andata (11ª) \| andata (11ª) \| Undicesima giornata \| ritorno (22ª) \| ritorno (22ª) \| \| \| \| \| \| \| \| 10 gen. \| 1-3 \| Fanfulla-Atalanta \| 0-3 \| 27 giu. \| \| 14 feb. \| 3-2 \| Como-Derthona \| 0-4 \| 27 giu. \| \| 10 gen. \| 3-2 \| Pro Patria-US Milanese \| 1-1 \| 27 giu. \| \| 14 feb. \| 0-1 \| Juventus Italia-Biellese \| 0-5 \| 27 giu. \| \| 3 feb. \| 1-1 \| Canottieri Lecco-Vercellesi Erranti \| 2-0 \| 27 giu. \| \| 3 feb. \| Riposa: Monza \| \| \| 27 giu. \| |               |                                     |               |               |
| andata (11ª) | andata (11ª)  | Undicesima giornata                 | ritorno (22ª) | ritorno (22ª) |
| |               |                                     |               |               |
| 10 gen. | 1-3           | Fanfulla-Atalanta                   | 0-3           | 27 giu.       |
| 14 feb. | 3-2           | Como-Derthona                       | 0-4           | 27 giu.       |
| 10 gen. | 3-2           | Pro Patria-US Milanese              | 1-1           | 27 giu.       |
| 14 feb. | 0-1           | Juventus Italia-Biellese            | 0-5           | 27 giu.       |
| 3 feb. | 1-1           | Canottieri Lecco-Vercellesi Erranti | 2-0           | 27 giu.       |
| 3 feb. | Riposa: Monza |                                     |               | 27 giu.       |

| andata (11ª) | andata (11ª)  | Undicesima giornata                 | ritorno (22ª) | ritorno (22ª) |
|              |               |                                     |               |               |
| 10 gen.      | 1-3           | Fanfulla-Atalanta                   | 0-3           | 27 giu.       |
| 14 feb.      | 3-2           | Como-Derthona                       | 0-4           | 27 giu.       |
| 10 gen.      | 3-2           | Pro Patria-US Milanese              | 1-1           | 27 giu.       |
| 14 feb.      | 0-1           | Juventus Italia-Biellese            | 0-5           | 27 giu.       |
| 3 feb.       | 1-1           | Canottieri Lecco-Vercellesi Erranti | 2-0           | 27 giu.       |
| 3 feb.       | Riposa: Monza |                                     |               | 27 giu.       |

### Girone B

#### Squadre partecipanti
| Club          | Rosa     | Città                | Stadio               | Stagione precedente                         |
| ------------- | -------- | -------------------- | -------------------- | ------------------------------------------- |
| Astigiani     | dettagli | Asti                 | -                    | 7º nel girone A della 2ª Div.               |
| Corniglianese | dettagli | Cornigliano (GE)     | -                    | 1° nel gir. finale ligure della 3ª Div.     |
| FIAT          | dettagli | Torino               | -                    | 1° nel gir. finale piemontese della 3ª Div. |
| Novese        | dettagli | Novi Ligure (AL)     | -                    | 3° nel gir. finale Nord della 2ª Div.       |
| Rivarolese    | dettagli | Rivarolo Ligure (GE) | -                    | 2º nel girone A della 2ª Div.               |
| Savona        | dettagli | Savona               | -                    | 6º nel girone A della 2ª Div.               |
| Sestrese      | dettagli | Sestri Ponente (GE)  | -                    | 5º nel girone A della 2ª Div.               |
| Speranza      | dettagli | Savona               | -                    | 4º nel girone A della 2ª Div.               |
| Spezia        | dettagli | La Spezia            | Stadio Alberto Picco | 12º nel girone A della 1ª Div.              |
| Vado          | dettagli | Vado Ligure (GE)     | -                    | 9º nel girone A della 2ª Div.               |
| Valenzana     | dettagli | Valenza (AL)         | -                    | 2º nel girone A della 2ª Div.               |

#### Classifica finale
|  | Pos. | Squadra       | Pt | G  | V  | N | P  | GF | GS | QR    |
|  | ---- | ------------- | -- | -- | -- | - | -- | -- | -- | ----- |
|  | 1.   | Spezia (-1)   | 26 | 20 | 13 | 1 | 6  | 51 | 21 |       |
|  | 2.   | Speranza      | 25 | 20 | 10 | 5 | 5  | 27 | 15 | 1,800 |
|  | 3.   | Sestrese      | 25 | 20 | 10 | 5 | 5  | 27 | 35 | 0,771 |
|  | 4.   | Astigiani     | 23 | 20 | 9  | 5 | 6  | 33 | 27 |       |
|  | 5.   | Savona        | 22 | 20 | 8  | 6 | 6  | 35 | 16 | 2,188 |
|  | 6.   | FIAT          | 22 | 20 | 9  | 4 | 7  | 41 | 33 | 1,242 |
|  | 7.   | Corniglianese | 21 | 20 | 9  | 3 | 8  | 28 | 35 |       |
|  | 8.   | Valenzana     | 20 | 20 | 7  | 6 | 7  | 40 | 39 |       |
|  | 9.   | Rivarolese    | 16 | 20 | 7  | 2 | 11 | 25 | 33 |       |
|  | 10.  | Vado          | 13 | 20 | 6  | 1 | 13 | 22 | 44 |       |
|  | 11.  | Novese(-7)    | 0  | 20 | 2  | 2 | 16 | 11 | 42 |       |

Legenda:
 Ammesso in Prima Divisione 1926-1927.
      Retrocesso in Seconda Divisione 1926-1927 (DDIN).
 Ammesso solo successivamente nella categoria di destinazione.
 Non si iscrive al campionato successivo.
Regolamento:
Due punti a vittoria, uno a pareggio, zero a sconfitta.
In caso di pari merito in qualsiasi posizione della classifica, le squadre sono classificate grazie al miglior quoziente reti (QR).

#### Tabellone
|               | Ast  | Cor  | Fia  | Nov  | Riv  | Sav  | Ses  | Spe  | Spz  | Vad  | Val  |
| ------------- | ---- | ---- | ---- | ---- | ---- | ---- | ---- | ---- | ---- | ---- | ---- |
| Astigiani     | –––– | 1-0  | 2-1  | 2-0  | 2-0  | 2-0  | 5-0  | 3-2  | 0-2  | 1-2  | 1-1  |
| Corniglianese | 2-5  | –––– | 2-1  | 2-0  | 2-1  | 2-1  | 1-1  | 2-1  | 2-0  | 2-0  | 2-0  |
| FIAT          | 8-3  | 3-1  | –––– | 2-0  | 3-1  | 1-1  | 2-0  | 0-1  | 2-0  | 5-1  | 2-0  |
| Novese        | 0-2  | 4-1  | 1-1  | –––– | 0-2  | 0-4  | 0-2  | 0-0  | 0-2  | 3-0  | 1-3  |
| Rivarolese    | 1-1  | 2-3  | 1-2  | 4-0  | –––– | 1-0  | 2-1  | 1-1  | 3-1  | 3-0  | 1-0  |
| Savona        | 1-1  | 6-0  | 3-0  | 2-0  | 4-0  | –––– | 0-0  | 0-0  | 1-1  | 3-1  | 7-0  |
| Sestrese      | 0-0  | 0-0  | 4-2  | 1-0  | 5-1  | 2-0  | –––– | 2-1  | 2-0  | 2-0  | 1-0  |
| Speranza      | 2-0  | 3-0  | 1-0  | 2-1  | 2-0  | 2-0  | 1-1  | –––– | 2-1  | 1-0  | 1-1  |
| Spezia        | 3-0  | 2-1  | 5-0  | 6-0  | 2-0  | 2-0  | 7-0  | 2-1  | –––– | 5-0  | 6-0  |
| Vado          | 2-1  | 2-1  | 3-3  | 2-1  | 2-0  | 0-1  | 0-3  | 0-3  | 1-2  | –––– | 4-1  |
| Valenzana     | 1-1  | 2-2  | 3-3  | 2-0  | 2-1  | 1-1  | 13-0 | 1-0  | 6-3  | 3-2  | –––– |

#### Calendario
| andata (1ª) | andata (1ª)  | Prima giornata           | ritorno (12ª) | ritorno (12ª) |
|             |              |                          |               |               |
| 4 ott.      | 7-0          | Savona-Valenzana         | 1-1           | 28 feb.       |
| 4 ott.      | 2-1          | Spezia-Speranza          | 1-2           | 28 feb.       |
| 4 ott.      | 3-0          | Novese-Vado              | 1-2           | 28 feb.       |
| 4 ott.      | 0-0          | Sestrese-Astigiani       | 0-5           | 28 feb.       |
| 4 ott.      | 1-2          | Rivarolese-Corniglianese | 2-3           | 28 feb.       |
| 4 ott.      | Riposa: FIAT |                          |               | 28 feb.       |

| andata (2ª) | andata (2ª)    | Seconda giornata        | ritorno (13ª) | ritorno (13ª) |
|             |                |                         |               |               |
| 11 ott.     | 2-0            | Astigiani-Savona        | 1-1           | 7 mar.        |
| 11 ott.     | 3-3            | Vado-FIAT               | 1-5           | 7 mar.        |
| 11 ott.     | 2-1            | Speranza-Novese         | 0-0           | 7 mar.        |
| 11 ott.     | 2-1            | Rivarolese-Sestrese     | 1-5           | 7 mar.        |
| 11 ott.     | 2-2            | Valenzana-Corniglianese | 0-2           | 7 mar.        |
| 11 ott.     | Riposa: Spezia |                         |               | 7 mar.        |

| andata (1ª) | andata (1ª)  | Prima giornata           | ritorno (12ª) | ritorno (12ª) |
|             |              |                          |               |               |
| 4 ott.      | 7-0          | Savona-Valenzana         | 1-1           | 28 feb.       |
| 4 ott.      | 2-1          | Spezia-Speranza          | 1-2           | 28 feb.       |
| 4 ott.      | 3-0          | Novese-Vado              | 1-2           | 28 feb.       |
| 4 ott.      | 0-0          | Sestrese-Astigiani       | 0-5           | 28 feb.       |
| 4 ott.      | 1-2          | Rivarolese-Corniglianese | 2-3           | 28 feb.       |
| 4 ott.      | Riposa: FIAT |                          |               | 28 feb.       |

| andata (2ª) | andata (2ª)    | Seconda giornata        | ritorno (13ª) | ritorno (13ª) |
|             |                |                         |               |               |
| 11 ott.     | 2-0            | Astigiani-Savona        | 1-1           | 7 mar.        |
| 11 ott.     | 3-3            | Vado-FIAT               | 1-5           | 7 mar.        |
| 11 ott.     | 2-1            | Speranza-Novese         | 0-0           | 7 mar.        |
| 11 ott.     | 2-1            | Rivarolese-Sestrese     | 1-5           | 7 mar.        |
| 11 ott.     | 2-2            | Valenzana-Corniglianese | 0-2           | 7 mar.        |
| 11 ott.     | Riposa: Spezia |                         |               | 7 mar.        |

| andata (3ª) | andata (3ª)       | Terza giornata       | ritorno (14ª) | ritorno (14ª) |
|             |                   |                      |               |               |
| 18 ott.     | 1-1               | FIAT-Savona          | 0-3           | 14 mar.       |
| 18 ott.     | 6-0               | Spezia-Novese        | 2-0           | 14 mar.       |
| 18 ott.     | 2-0               | Corniglianese-Vado   | 1-2           | 14 mar.       |
| 18 ott.     | 1-1               | Speranza-Sestrese    | 1-2           | 14 mar.       |
| 18 ott.     | 2-1               | Valenzana-Rivarolese | 0-1           | 7 giu.        |
| 18 ott.     | Riposa: Astigiani |                      |               | 7 giu.        |

| andata (4ª) | andata (4ª)    | Quarta giornata      | ritorno (15ª) | ritorno (15ª) |
|             |                |                      |               |               |
| 25 ott.     | 2-0            | FIAT-Spezia          | 0-5           | 28 mar.       |
| 25 ott.     | 4-1            | Novese-Corniglianese | 0-2           | 28 mar.       |
| 25 ott.     | 1-1            | Rivarolese-Astigiani | 0-2           | 28 mar.       |
| 31 gen.     | 0-3            | Vado-Speranza        | 0-1           | 28 mar.       |
| 25 ott.     | 1-0            | Sestrese-Valenzana   | 0-13          | 28 mar.       |
| 25 ott.     | Riposa: Savona |                      |               | 28 mar.       |

| andata (3ª) | andata (3ª)       | Terza giornata       | ritorno (14ª) | ritorno (14ª) |
|             |                   |                      |               |               |
| 18 ott.     | 1-1               | FIAT-Savona          | 0-3           | 14 mar.       |
| 18 ott.     | 6-0               | Spezia-Novese        | 2-0           | 14 mar.       |
| 18 ott.     | 2-0               | Corniglianese-Vado   | 1-2           | 14 mar.       |
| 18 ott.     | 1-1               | Speranza-Sestrese    | 1-2           | 14 mar.       |
| 18 ott.     | 2-1               | Valenzana-Rivarolese | 0-1           | 7 giu.        |
| 18 ott.     | Riposa: Astigiani |                      |               | 7 giu.        |

| andata (4ª) | andata (4ª)    | Quarta giornata      | ritorno (15ª) | ritorno (15ª) |
|             |                |                      |               |               |
| 25 ott.     | 2-0            | FIAT-Spezia          | 0-5           | 28 mar.       |
| 25 ott.     | 4-1            | Novese-Corniglianese | 0-2           | 28 mar.       |
| 25 ott.     | 1-1            | Rivarolese-Astigiani | 0-2           | 28 mar.       |
| 31 gen.     | 0-3            | Vado-Speranza        | 0-1           | 28 mar.       |
| 25 ott.     | 1-0            | Sestrese-Valenzana   | 0-13          | 28 mar.       |
| 25 ott.     | Riposa: Savona |                      |               | 28 mar.       |

| andata (5ª) | andata (5ª)      | Quinta giornata         | ritorno (16ª) | ritorno (16ª) |
|             |                  |                         |               |               |
| 15 nov.     | 1-1              | Savona-Spezia           | 0-2           | 4 apr.        |
| 15 nov.     | 1-0              | Valenzana-Speranza      | 1-1           | 4 apr.        |
| 15 nov.     | 5-2              | Astigiani-Corniglianese | 1-0           | 4 apr.        |
| 15 nov.     | 1-1              | Novese-FIAT             | 0-2           | 4 apr.        |
| 15 nov.     | 2-0              | Vado-Rivarolese         | 0-3           | 4 apr.        |
| 15 nov.     | Riposa: Sestrese |                         |               | 4 apr.        |

| andata (6ª) | andata (6ª)    | Sesta giornata       | ritorno (17ª) | ritorno (17ª) |
|             |                |                      |               |               |
| 22 nov.     | 6-0            | Savona-Corniglianese | 1-2           | 11 apr.       |
| 22 nov.     | 2-0            | Spezia-Rivarolese    | 1-3           | 11 apr.       |
| 22 nov.     | 1-3            | Novese-Valenzana     | 0-2           | 11 apr.       |
| 22 nov.     | 1-2            | Astigiani-Vado       | 1-2           | 11 apr.       |
| 22 nov.     | 2-0            | FIAT-Sestrese        | 2-4           | 11 apr.       |
| 22 nov.     | Riposa: Novese |                      |               | 11 apr.       |

| andata (5ª) | andata (5ª)      | Quinta giornata         | ritorno (16ª) | ritorno (16ª) |
|             |                  |                         |               |               |
| 15 nov.     | 1-1              | Savona-Spezia           | 0-2           | 4 apr.        |
| 15 nov.     | 1-0              | Valenzana-Speranza      | 1-1           | 4 apr.        |
| 15 nov.     | 5-2              | Astigiani-Corniglianese | 1-0           | 4 apr.        |
| 15 nov.     | 1-1              | Novese-FIAT             | 0-2           | 4 apr.        |
| 15 nov.     | 2-0              | Vado-Rivarolese         | 0-3           | 4 apr.        |
| 15 nov.     | Riposa: Sestrese |                         |               | 4 apr.        |

| andata (6ª) | andata (6ª)    | Sesta giornata       | ritorno (17ª) | ritorno (17ª) |
|             |                |                      |               |               |
| 22 nov.     | 6-0            | Savona-Corniglianese | 1-2           | 11 apr.       |
| 22 nov.     | 2-0            | Spezia-Rivarolese    | 1-3           | 11 apr.       |
| 22 nov.     | 1-3            | Novese-Valenzana     | 0-2           | 11 apr.       |
| 22 nov.     | 1-2            | Astigiani-Vado       | 1-2           | 11 apr.       |
| 22 nov.     | 2-0            | FIAT-Sestrese        | 2-4           | 11 apr.       |
| 22 nov.     | Riposa: Novese |                      |               | 11 apr.       |

| andata (7ª) | andata (7ª)       | Settima giornata    | ritorno (18ª) | ritorno (18ª) |
|             |                   |                     |               |               |
| 29 nov.     | 0-1               | Vado-Savona         | 1-3           | 2 mag.        |
| 29 nov.     | 2-0               | Sestrese-Spezia     | 0-7           | 2 mag.        |
| 29 nov.     | 3-1               | FIAT-Corniglianese  | 1-2           | 2 mag.        |
| 29 nov.     | 2-0               | Astigiani-Novese    | 2-0           | 2 mag.        |
| 29 nov.     | 1-1               | Rivarolese-Speranza | 0-2           | 2 mag.        |
| 29 nov.     | Riposa: Valenzana |                     |               | 2 mag.        |

| andata (8ª) | andata (8ª)       | Ottava giornata      | ritorno (19ª) | ritorno (19ª) |
|             |                   |                      |               |               |
| 6 dic.      | 1-0               | Rivarolese-Savona    | 0-4           | 30 mag.       |
| 6 dic.      | 2-1               | Spezia-Corniglianese | 0-2           | 16 mag.       |
| 6 dic.      | 3-3               | Valenzana-FIAT       | 0-2           | 16 mag.       |
| 6 dic.      | 2-0               | Speranza-Astigiani   | 2-9           | 23 mag.       |
| 6 dic.      | 1-0               | Sestrese-Novese      | 2-0           | 16 mag.       |
| 6 dic.      | Riposa: Valenzana |                      |               | 16 mag.       |

| andata (7ª) | andata (7ª)       | Settima giornata    | ritorno (18ª) | ritorno (18ª) |
|             |                   |                     |               |               |
| 29 nov.     | 0-1               | Vado-Savona         | 1-3           | 2 mag.        |
| 29 nov.     | 2-0               | Sestrese-Spezia     | 0-7           | 2 mag.        |
| 29 nov.     | 3-1               | FIAT-Corniglianese  | 1-2           | 2 mag.        |
| 29 nov.     | 2-0               | Astigiani-Novese    | 2-0           | 2 mag.        |
| 29 nov.     | 1-1               | Rivarolese-Speranza | 0-2           | 2 mag.        |
| 29 nov.     | Riposa: Valenzana |                     |               | 2 mag.        |

| andata (8ª) | andata (8ª)       | Ottava giornata      | ritorno (19ª) | ritorno (19ª) |
|             |                   |                      |               |               |
| 6 dic.      | 1-0               | Rivarolese-Savona    | 0-4           | 30 mag.       |
| 6 dic.      | 2-1               | Spezia-Corniglianese | 0-2           | 16 mag.       |
| 6 dic.      | 3-3               | Valenzana-FIAT       | 0-2           | 16 mag.       |
| 6 dic.      | 2-0               | Speranza-Astigiani   | 2-9           | 23 mag.       |
| 6 dic.      | 1-0               | Sestrese-Novese      | 2-0           | 16 mag.       |
| 6 dic.      | Riposa: Valenzana |                      |               | 16 mag.       |

| andata (9ª) | andata (9ª)    | Nona giornata          | ritorno (20ª) | ritorno (20ª) |
|             |                |                        |               |               |
| 13 dic.     | 0-0            | Savona-Sestrese        | 0-2           | 20 giu.       |
| 13 dic.     | 3-0            | Spezia-Astigiani       | 1-0           | 20 giu.       |
| 13 dic.     | 2-1            | Corniglianese-Speranza | 0-3           | 20 giu.       |
| 13 dic.     | 3-1            | FIAT-Rivarolese        | 1-2           | 20 giu.       |
| 13 dic.     | 3-2            | Valenzana-Vado         | 1-4           | 20 giu.       |
| 13 dic.     | Riposa: Novese |                        |               | 20 giu.       |

| andata (10ª) | andata (10ª)          | Decima giornata   | ritorno (21ª) | ritorno (21ª) |
|              |                       |                   |               |               |
| 3 gen.       | 0-0                   | Savona-Speranza   | 2-1           | 4 lug.        |
| 31 gen.      | 6-0                   | Spezia-Valenzana  | 3-6           | 4 lug.        |
| 3 gen.       | 2-1                   | Astigiani-FIAT    | 3-8           | 4 lug.        |
| 3 gen.       | 2-0                   | Sestrese-Vado     | 3-0           | 4 lug.        |
| 3 gen.       | 4-0                   | Rivarolese-Novese | 2-0           | 4 lug.        |
| 3 gen.       | Riposa: Corniglianese |                   |               | 4 lug.        |

| andata (9ª) | andata (9ª)    | Nona giornata          | ritorno (20ª) | ritorno (20ª) |
|             |                |                        |               |               |
| 13 dic.     | 0-0            | Savona-Sestrese        | 0-2           | 20 giu.       |
| 13 dic.     | 3-0            | Spezia-Astigiani       | 1-0           | 20 giu.       |
| 13 dic.     | 2-1            | Corniglianese-Speranza | 0-3           | 20 giu.       |
| 13 dic.     | 3-1            | FIAT-Rivarolese        | 1-2           | 20 giu.       |
| 13 dic.     | 3-2            | Valenzana-Vado         | 1-4           | 20 giu.       |
| 13 dic.     | Riposa: Novese |                        |               | 20 giu.       |

| andata (10ª) | andata (10ª)          | Decima giornata   | ritorno (21ª) | ritorno (21ª) |
|              |                       |                   |               |               |
| 3 gen.       | 0-0                   | Savona-Speranza   | 2-1           | 4 lug.        |
| 31 gen.      | 6-0                   | Spezia-Valenzana  | 3-6           | 4 lug.        |
| 3 gen.       | 2-1                   | Astigiani-FIAT    | 3-8           | 4 lug.        |
| 3 gen.       | 2-0                   | Sestrese-Vado     | 3-0           | 4 lug.        |
| 3 gen.       | 4-0                   | Rivarolese-Novese | 2-0           | 4 lug.        |
| 3 gen.       | Riposa: Corniglianese |                   |               | 4 lug.        |

| \| andata (11ª) \| andata (11ª) \| Undicesima giornata \| ritorno (22ª) \| ritorno (22ª) \| \| \| \| \| \| \| \| 31 gen. \| 0-4 \| Novese-Savona[21] \| 0-2 \| 27 giu. \| \| 24 gen. \| 1-2 \| Vado-Spezia \| 0-5 \| 27 giu. \| \| 24 gen. \| 1-0 \| Speranza-FIAT \| 1-0 \| 27 giu. \| \| 7 feb. \| 1-1 \| Astigiani-Valenzana \| 1-1 \| 27 giu. \| \| 7 feb. \| 5-0 \| [26] Corniglianese-Sestrese \| 0-0 \| 27 giu. \| \| 7 feb. \| Riposa: Speranza \| \| \| 27 giu. \| |                  |                        |               |               |
| andata (11ª) | andata (11ª)     | Undicesima giornata    | ritorno (22ª) | ritorno (22ª) |
| |                  |                        |               |               |
| 31 gen. | 0-4              | Novese-Savona          | 0-2           | 27 giu.       |
| 24 gen. | 1-2              | Vado-Spezia            | 0-5           | 27 giu.       |
| 24 gen. | 1-0              | Speranza-FIAT          | 1-0           | 27 giu.       |
| 7 feb. | 1-1              | Astigiani-Valenzana    | 1-1           | 27 giu.       |
| 7 feb. | 5-0              | Corniglianese-Sestrese | 0-0           | 27 giu.       |
| 7 feb. | Riposa: Speranza |                        |               | 27 giu.       |

| andata (11ª) | andata (11ª)     | Undicesima giornata    | ritorno (22ª) | ritorno (22ª) |
|              |                  |                        |               |               |
| 31 gen.      | 0-4              | Novese-Savona          | 0-2           | 27 giu.       |
| 24 gen.      | 1-2              | Vado-Spezia            | 0-5           | 27 giu.       |
| 24 gen.      | 1-0              | Speranza-FIAT          | 1-0           | 27 giu.       |
| 7 feb.       | 1-1              | Astigiani-Valenzana    | 1-1           | 27 giu.       |
| 7 feb.       | 5-0              | Corniglianese-Sestrese | 0-0           | 27 giu.       |
| 7 feb.       | Riposa: Speranza |                        |               | 27 giu.       |

### Girone C

#### Squadre partecipanti
| Club            | Rosa     | Città          | Stadio                 | Stagione precedente                       |
| --------------- | -------- | -------------- | ---------------------- | ----------------------------------------- |
| Carpi           | dettagli | Carpi (MO)     | -                      | 3º nel girone C della 2ª Div.             |
| Crema           | dettagli | Crema (CR)     | -                      | 1° nel gir. finale lombardo della 3ª Div. |
| Gonzaga         | dettagli | Mantova        | -                      | 1° nel gir. finale emiliano della 3ª Div. |
| P.G.F. Libertas | dettagli | Firenze        | Velodromo Libertas     | 4º nel girone C della 2ª Div.             |
| Libertas Lucca  | dettagli | Lucca          | -                      | 8º nel girone C della 2ª Div.             |
| Piacenza        | dettagli | Piacenza       | -                      | 2º nel girone C della 2ª Div.             |
| Pistoiese       | dettagli | Pistoia        | -                      | 5º nel girone C della 2ª Div.             |
| Prato           | dettagli | Prato (FI)     | -                      | 1° nel gir. finale toscano della 3ª Div.  |
| SPAL            | dettagli | Ferrara        | -                      | 12º nel girone B della 1ª Div.            |
| Trevigliese     | dettagli | Treviglio (BG) | Campo C.S. Trevigliese | 9º nel girone B della 2ª Div.             |
| Viareggio       | dettagli | Viareggio (LU) | Campo di villa Rigutti | 7º nel girone C della 2ª Div.             |

#### Classifica finale
|  | Pos. | Squadra          | Pt | G  | V  | N | P  | GF | GS | QR    |
|  | ---- | ---------------- | -- | -- | -- | - | -- | -- | -- | ----- |
|  | 1.   | SPAL             | 33 | 20 | 16 | 1 | 3  | 61 | 24 |       |
|  | 2.   | Libertas Lucca   | 26 | 20 | 12 | 2 | 6  | 50 | 31 |       |
|  | 3.   | Prato            | 25 | 20 | 9  | 7 | 4  | 57 | 35 | 1,628 |
|  | 4.   | Libertas Firenze | 25 | 20 | 10 | 5 | 5  | 42 | 31 | 1,354 |
|  | 5.   | Pistoiese        | 25 | 20 | 11 | 3 | 6  | 50 | 42 | 1,190 |
|  | 6.   | Carpi            | 18 | 20 | 8  | 2 | 10 | 33 | 31 |       |
|  | 7.   | Piacenza         | 17 | 20 | 7  | 3 | 10 | 31 | 41 |       |
|  | 8.   | Crema            | 16 | 20 | 7  | 2 | 11 | 27 | 32 |       |
|  | 9.   | Gonzaga          | 15 | 20 | 7  | 1 | 12 | 39 | 66 |       |
|  | 10.  | Viareggio        | 11 | 20 | 4  | 3 | 13 | 25 | 61 |       |
|  | 11.  | Trevigliese      | 8  | 20 | 3  | 3 | 14 | 28 | 49 |       |

Legenda:
 Ammesso in Prima Divisione 1926-1927.
      Retrocesso in Seconda Divisione 1926-1927 (DDIN).
 Ammesso solo successivamente nella categoria di destinazione.
Regolamento:
Due punti a vittoria, uno a pareggio, zero a sconfitta.
In caso di pari merito in qualsiasi posizione della classifica, le squadre sono classificate grazie al miglior quoziente reti (QR).

#### Tabellone
|                  | Car  | Cre  | Gon  | LFi  | LLu  | Pia  | Pis  | Pra  | Spa  | Tre  | Via  |
| ---------------- | ---- | ---- | ---- | ---- | ---- | ---- | ---- | ---- | ---- | ---- | ---- |
| Carpi            | –––– | 4-0  | 1-0  | 1-3  | 0-2  | 1-0  | 5-2  | 5-0  | 1-0  | 4-0  | 2-2  |
| Crema            | 1-0  | –––– | 1-1  | 2-3  | 0-1  | 2-1  | 4-0  | 2-0  | 2-3  | 2-0  | 3-0  |
| Gonzaga          | 2-0  | 0-2  | –––– | 4-1  | 3-2  | 3-1  | 1-2  | 2-7  | 0-6  | 5-2  | 4-1  |
| Libertas Firenze | 2-1  | 4-1  | 2-1  | –––– | 1-1  | 2-2  | 2-2  | 1-2  | 1-0  | 2-1  | 6-0  |
| Libertas Lucca   | 3-1  | 3-2  | 4-1  | 3-1  | –––– | 5-0  | 4-1  | 2-5  | 1-3  | 3-0  | 2-1  |
| Piacenza         | 0-0  | 2-1  | 5-3  | 0-2  | 3-1  | –––– | 3-1  | 3-3  | 0-2  | 2-1  | 2-0  |
| Pistoiese        | 4-2  | 3-1  | 7-1  | 2-2  | 1-0  | 2-1  | –––– | 2-2  | 2-1  | 5-1  | 2-0  |
| Prato            | 4-2  | 0-0  | 8-0  | 1-1  | 4-4  | 2-1  | 4-2  | –––– | 1-2  | 3-0  | 6-0  |
| SPAL             | 3-1  | 3-0  | 7-1  | 5-4  | 3-0  | 4-0  | 4-3  | 5-4  | –––– | 4-2  | 3-0  |
| Trevigliese      | 3-0  | 1-0  | 2-3  | 1-2  | 1-4  | 1-4  | 1-2  | 0-0  | 1-1  | –––– | 7-0  |
| Viareggio        | 0-2  | 3-1  | 5-4  | 1-0  | 0-5  | 5-1  | 3-5  | 1-1  | 0-2  | 3-3  | –––– |

#### Calendario
| andata (1ª) | andata (1ª)   | Prima giornata     | ritorno (12ª) | ritorno (12ª) |
|             |               |                    |               |               |
| 4 ott.      | 2-1           | Piacenza-Crema     | 1-2           | 28 feb.       |
| 4 ott.      | 4-1           | Lucchese-Pistoiese | 0-1           | 28 feb.       |
| 4 ott.      | 0-6           | Gonzaga-SPAL       | 1-7           | 28 feb.       |
| 4 ott.      | 6-0           | Libertas-Viareggio | 0-1           | 28 feb.       |
| 4 ott.      | 4-0           | Carpi-Trevigliese  | 0-3           | 28 feb.       |
| 4 ott.      | Riposa: Prato |                    |               | 28 feb.       |

| andata (2ª) | andata (2ª)      | Seconda giornata   | ritorno (13ª) | ritorno (13ª) |
|             |                  |                    |               |               |
| 11 ott.     | 0-1              | Crema-Lucchese     | 2-3           | 7 mar.        |
| 11 ott.     | 0-0              | Trevigliese-Prato  | 0-3           | 7 mar.        |
| 11 ott.     | 2-2              | Pistoiese-Libertas | 2-2           | 7 mar.        |
| 11 ott.     | 3-1              | SPAL-Carpi         | 0-1           | 7 mar.        |
| 11 ott.     | 5-4              | Viareggio-Gonzaga  | 1-4           | 7 mar.        |
| 11 ott.     | Riposa: Piacenza |                    |               | 7 mar.        |

| andata (1ª) | andata (1ª)   | Prima giornata     | ritorno (12ª) | ritorno (12ª) |
|             |               |                    |               |               |
| 4 ott.      | 2-1           | Piacenza-Crema     | 1-2           | 28 feb.       |
| 4 ott.      | 4-1           | Lucchese-Pistoiese | 0-1           | 28 feb.       |
| 4 ott.      | 0-6           | Gonzaga-SPAL       | 1-7           | 28 feb.       |
| 4 ott.      | 6-0           | Libertas-Viareggio | 0-1           | 28 feb.       |
| 4 ott.      | 4-0           | Carpi-Trevigliese  | 0-3           | 28 feb.       |
| 4 ott.      | Riposa: Prato |                    |               | 28 feb.       |

| andata (2ª) | andata (2ª)      | Seconda giornata   | ritorno (13ª) | ritorno (13ª) |
|             |                  |                    |               |               |
| 11 ott.     | 0-1              | Crema-Lucchese     | 2-3           | 7 mar.        |
| 11 ott.     | 0-0              | Trevigliese-Prato  | 0-3           | 7 mar.        |
| 11 ott.     | 2-2              | Pistoiese-Libertas | 2-2           | 7 mar.        |
| 11 ott.     | 3-1              | SPAL-Carpi         | 0-1           | 7 mar.        |
| 11 ott.     | 5-4              | Viareggio-Gonzaga  | 1-4           | 7 mar.        |
| 11 ott.     | Riposa: Piacenza |                    |               | 7 mar.        |

| andata (3ª) | andata (3ª)   | Terza giornata     | ritorno (14ª) | ritorno (14ª) |
|             |               |                    |               |               |
| 18 ott.     | 2-0           | Piacenza-Viareggio | 0-5           | 14 mar.       |
| 18 ott.     | 4-4           | Prato-Lucchese     | 5-2           | 14 mar.       |
| 18 ott.     | 4-2           | SPAL-Trevigliese   | 1-1           | 14 mar.       |
| 18 ott.     | 4-1           | Gonzaga-Libertas   | 1-2           | 14 mar.       |
| 18 ott.     | 4-0           | Crema-Pistoiese    | 1-3           | 14 mar.       |
| 18 ott.     | Riposa: Carpi |                    |               | 14 mar.       |

| andata (4ª) | andata (4ª)   | Quarta giornata     | ritorno (15ª) | ritorno (15ª) |
|             |               |                     |               |               |
| 10 gen.     | 2-1           | Lucchese-Viareggio  | 5-0           | 28 mar.       |
| 25 ott.     | 2-1           | Pistoiese-Piacenza  | 1-3           | 28 mar.       |
| 25 ott.     | 5-0           | Carpi-Prato         | 2-4           | 28 mar.       |
| 25 ott.     | 1-0           | Libertas-SPAL       | 4-5           | 28 mar.       |
| 25 ott.     | 2-3           | Trevigliese-Gonzaga | 2-5           | 28 mar.       |
| 25 ott.     | Riposa: Crema |                     |               | 28 mar.       |

| andata (3ª) | andata (3ª)   | Terza giornata     | ritorno (14ª) | ritorno (14ª) |
|             |               |                    |               |               |
| 18 ott.     | 2-0           | Piacenza-Viareggio | 0-5           | 14 mar.       |
| 18 ott.     | 4-4           | Prato-Lucchese     | 5-2           | 14 mar.       |
| 18 ott.     | 4-2           | SPAL-Trevigliese   | 1-1           | 14 mar.       |
| 18 ott.     | 4-1           | Gonzaga-Libertas   | 1-2           | 14 mar.       |
| 18 ott.     | 4-0           | Crema-Pistoiese    | 1-3           | 14 mar.       |
| 18 ott.     | Riposa: Carpi |                    |               | 14 mar.       |

| andata (4ª) | andata (4ª)   | Quarta giornata     | ritorno (15ª) | ritorno (15ª) |
|             |               |                     |               |               |
| 10 gen.     | 2-1           | Lucchese-Viareggio  | 5-0           | 28 mar.       |
| 25 ott.     | 2-1           | Pistoiese-Piacenza  | 1-3           | 28 mar.       |
| 25 ott.     | 5-0           | Carpi-Prato         | 2-4           | 28 mar.       |
| 25 ott.     | 1-0           | Libertas-SPAL       | 4-5           | 28 mar.       |
| 25 ott.     | 2-3           | Trevigliese-Gonzaga | 2-5           | 28 mar.       |
| 25 ott.     | Riposa: Crema |                     |               | 28 mar.       |

| andata (5ª) | andata (5ª)      | Quinta giornata      | ritorno (16ª) | ritorno (16ª) |
|             |                  |                      |               |               |
| 15 nov.     | 3-0              | SPAL-Lucchese        | 3-1           | 4 apr.        |
| 15 nov.     | 1-4              | Trevigliese-Piacenza | 1-2           | 4 apr.        |
| 15 nov.     | 1-1              | Viareggio-Prato      | 0-6           | 4 apr.        |
| 15 nov.     | 1-2              | Gonzaga-Pistoiese    | 1-7           | 4 apr.        |
| 15 nov.     | 1-0              | Crema-Carpi          | 0-4           | 4 apr.        |
| 15 nov.     | Riposa: Libertas |                      |               | 4 apr.        |

| andata (6ª) | andata (6ª)      | Sesta giornata       | ritorno (17ª) | ritorno (17ª) |
|             |                  |                      |               |               |
| 22 nov.     | 0-2              | Piacenza-SPAL        | 0-4           | 11 apr.       |
| 22 nov.     | 4-2              | Prato-Pistoiese      | 2-2           | 11 apr.       |
| 22 nov.     | 1-0              | Carpi-Gonzaga        | 0-2           | 11 apr.       |
| 22 nov.     | 2-1              | Libertas-Trevigliese | 2-1           | 11 apr.       |
| 22 nov.     | 3-1              | Viareggio-Crema      | 0-3           | 11 apr.       |
| 22 nov.     | Riposa: Lucchese |                      |               | 11 apr.       |

| andata (5ª) | andata (5ª)      | Quinta giornata      | ritorno (16ª) | ritorno (16ª) |
|             |                  |                      |               |               |
| 15 nov.     | 3-0              | SPAL-Lucchese        | 3-1           | 4 apr.        |
| 15 nov.     | 1-4              | Trevigliese-Piacenza | 1-2           | 4 apr.        |
| 15 nov.     | 1-1              | Viareggio-Prato      | 0-6           | 4 apr.        |
| 15 nov.     | 1-2              | Gonzaga-Pistoiese    | 1-7           | 4 apr.        |
| 15 nov.     | 1-0              | Crema-Carpi          | 0-4           | 4 apr.        |
| 15 nov.     | Riposa: Libertas |                      |               | 4 apr.        |

| andata (6ª) | andata (6ª)      | Sesta giornata       | ritorno (17ª) | ritorno (17ª) |
|             |                  |                      |               |               |
| 22 nov.     | 0-2              | Piacenza-SPAL        | 0-4           | 11 apr.       |
| 22 nov.     | 4-2              | Prato-Pistoiese      | 2-2           | 11 apr.       |
| 22 nov.     | 1-0              | Carpi-Gonzaga        | 0-2           | 11 apr.       |
| 22 nov.     | 2-1              | Libertas-Trevigliese | 2-1           | 11 apr.       |
| 22 nov.     | 3-1              | Viareggio-Crema      | 0-3           | 11 apr.       |
| 22 nov.     | Riposa: Lucchese |                      |               | 11 apr.       |

| andata (7ª) | andata (7ª)     | Settima giornata     | ritorno (18ª) | ritorno (18ª) |
|             |                 |                      |               |               |
| 29 nov.     | 4-1             | Lucchese-Trevigliese | 3-0           | 2 mag.        |
| 29 nov.     | 3-3             | Piacenza-Prato       | 1-2           | 2 mag.        |
| 29 nov.     | 3-0             | SPAL-Viareggio       | 2-0           | 2 mag.        |
| 29 nov.     | 2-3             | Crema-Libertas       | 1-4           | 2 mag.        |
| 29 nov.     | 4-2             | Pistoiese-Carpi      | 2-5           | 2 mag.        |
| 29 nov.     | Riposa: Gonzaga |                      |               | 2 mag.        |

| andata (8ª) | andata (8ª)  | Ottava giornata       | ritorno (19ª) | ritorno (19ª) |
|             |              |                       |               |               |
| 6 dic.      | 4-1          | Lucchese-Gonzaga      | 2-3           | 16 mag.       |
| 6 dic.      | 2-2          | Libertas-Piacenza     | 2-0           | 16 mag.       |
| 6 dic.      | 0-0          | Prato-Crema           | 0-2           | 16 mag.       |
| 6 dic.      | 0-2          | Viareggio-Carpi       | 2-2           | 16 mag.       |
| 6 dic.      | 1-2          | Trevigliese-Pistoiese | 1-5           | 16 mag.       |
| 6 dic.      | Riposa: SPAL |                       |               | 16 mag.       |

| andata (7ª) | andata (7ª)     | Settima giornata     | ritorno (18ª) | ritorno (18ª) |
|             |                 |                      |               |               |
| 29 nov.     | 4-1             | Lucchese-Trevigliese | 3-0           | 2 mag.        |
| 29 nov.     | 3-3             | Piacenza-Prato       | 1-2           | 2 mag.        |
| 29 nov.     | 3-0             | SPAL-Viareggio       | 2-0           | 2 mag.        |
| 29 nov.     | 2-3             | Crema-Libertas       | 1-4           | 2 mag.        |
| 29 nov.     | 4-2             | Pistoiese-Carpi      | 2-5           | 2 mag.        |
| 29 nov.     | Riposa: Gonzaga |                      |               | 2 mag.        |

| andata (8ª) | andata (8ª)  | Ottava giornata       | ritorno (19ª) | ritorno (19ª) |
|             |              |                       |               |               |
| 6 dic.      | 4-1          | Lucchese-Gonzaga      | 2-3           | 16 mag.       |
| 6 dic.      | 2-2          | Libertas-Piacenza     | 2-0           | 16 mag.       |
| 6 dic.      | 0-0          | Prato-Crema           | 0-2           | 16 mag.       |
| 6 dic.      | 0-2          | Viareggio-Carpi       | 2-2           | 16 mag.       |
| 6 dic.      | 1-2          | Trevigliese-Pistoiese | 1-5           | 16 mag.       |
| 6 dic.      | Riposa: SPAL |                       |               | 16 mag.       |

| andata (9ª) | andata (9ª)         | Nona giornata       | ritorno (20ª) | ritorno (20ª) |
|             |                     |                     |               |               |
| 13 dic.     | 3-1                 | Piacenza-Lucchese   | 0-5           | 20 giu.       |
| 13 dic.     | 1-2                 | Prato-SPAL          | 4-5           | 20 giu.       |
| 13 dic.     | 2-0                 | Pistoiese-Viareggio | 5-3           | 20 giu.       |
| 13 dic.     | 1-1                 | Crema-Gonzaga       | 2-0           | 20 giu.       |
| 13 dic.     | 1-3                 | Carpi-Libertas      | 1-2           | 20 giu.       |
| 13 dic.     | Riposa: Trevigliese |                     |               | 20 giu.       |

| andata (10ª) | andata (10ª) | Decima giornata       | ritorno (21ª) | ritorno (21ª) |
|              |              |                       |               |               |
| 20 dic.      | 1-0          | Carpi-Piacenza        | 0-0           | 27 giu.       |
| 20 dic.      | 2-7          | Gonzaga-Prato         | 0-8           | 27 giu.       |
| 24 gen.      | 3-1          | Lucchese-Libertas     | 1-1           | 27 giu.       |
| 10 gen.      | 3-0          | SPAL-Crema            | 3-2           | 27 giu.       |
| 24 gen.      | 3-3          | Viareggio-Trevigliese | 0-7           | 27 giu.       |
| 20 dic.      |              | Riposa: Pistoiese     |               | 27 giu.       |

| andata (9ª) | andata (9ª)         | Nona giornata       | ritorno (20ª) | ritorno (20ª) |
|             |                     |                     |               |               |
| 13 dic.     | 3-1                 | Piacenza-Lucchese   | 0-5           | 20 giu.       |
| 13 dic.     | 1-2                 | Prato-SPAL          | 4-5           | 20 giu.       |
| 13 dic.     | 2-0                 | Pistoiese-Viareggio | 5-3           | 20 giu.       |
| 13 dic.     | 1-1                 | Crema-Gonzaga       | 2-0           | 20 giu.       |
| 13 dic.     | 1-3                 | Carpi-Libertas      | 1-2           | 20 giu.       |
| 13 dic.     | Riposa: Trevigliese |                     |               | 20 giu.       |

| andata (10ª) | andata (10ª) | Decima giornata       | ritorno (21ª) | ritorno (21ª) |
|              |              |                       |               |               |
| 20 dic.      | 1-0          | Carpi-Piacenza        | 0-0           | 27 giu.       |
| 20 dic.      | 2-7          | Gonzaga-Prato         | 0-8           | 27 giu.       |
| 24 gen.      | 3-1          | Lucchese-Libertas     | 1-1           | 27 giu.       |
| 10 gen.      | 3-0          | SPAL-Crema            | 3-2           | 27 giu.       |
| 24 gen.      | 3-3          | Viareggio-Trevigliese | 0-7           | 27 giu.       |
| 20 dic.      |              | Riposa: Pistoiese     |               | 27 giu.       |

| \| andata (11ª) \| andata (11ª) \| Undicesima giornata \| ritorno (22ª) \| ritorno (22ª) \| \| \| \| \| \| \| \| 3 gen. \| 5-3 \| Piacenza-Gonzaga \| 1-3 \| 4 lug. \| \| 3 gen. \| 3-1 \| Lucchese-Carpi \| 2-0 \| 4 lug. \| \| 3 gen. \| 1-2 \| Libertas-Prato \| 1-1 \| 4 lug. \| \| 3 gen. \| 2-1 \| Pistoiese-SPAL \| 3-4 \| 4 lug. \| \| 3 gen. \| 1-0 \| Trevigliese-Crema \| 0-2 \| 4 lug. \| \| 3 gen. \| Riposa: Viareggio \| \| \| 4 lug. \| |                   |                     |               |               |
| andata (11ª) | andata (11ª)      | Undicesima giornata | ritorno (22ª) | ritorno (22ª) |
| |                   |                     |               |               |
| 3 gen. | 5-3               | Piacenza-Gonzaga    | 1-3           | 4 lug.        |
| 3 gen. | 3-1               | Lucchese-Carpi      | 2-0           | 4 lug.        |
| 3 gen. | 1-2               | Libertas-Prato      | 1-1           | 4 lug.        |
| 3 gen. | 2-1               | Pistoiese-SPAL      | 3-4           | 4 lug.        |
| 3 gen. | 1-0               | Trevigliese-Crema   | 0-2           | 4 lug.        |
| 3 gen. | Riposa: Viareggio |                     |               | 4 lug.        |

| andata (11ª) | andata (11ª)      | Undicesima giornata | ritorno (22ª) | ritorno (22ª) |
|              |                   |                     |               |               |
| 3 gen.       | 5-3               | Piacenza-Gonzaga    | 1-3           | 4 lug.        |
| 3 gen.       | 3-1               | Lucchese-Carpi      | 2-0           | 4 lug.        |
| 3 gen.       | 1-2               | Libertas-Prato      | 1-1           | 4 lug.        |
| 3 gen.       | 2-1               | Pistoiese-SPAL      | 3-4           | 4 lug.        |
| 3 gen.       | 1-0               | Trevigliese-Crema   | 0-2           | 4 lug.        |
| 3 gen.       | Riposa: Viareggio |                     |               | 4 lug.        |

### Girone D

#### Squadre partecipanti
| Club             | Rosa     | Città           | Stadio                         | Stagione precedente                     |
| ---------------- | -------- | --------------- | ------------------------------ | --------------------------------------- |
| Dolo             | dettagli | Dolo (VE)       | -                              | 6º nel girone D della 2ª Div.           |
| Edera Trieste    | dettagli | Trieste         | Campo di San Giovanni          | 2º nel gir. giuliano della 3ª Div.      |
| Gloria           | dettagli | Fiume           | Stadio Cantrida                | 5º nel girone D della 2ª Div.           |
| Monfalconese CNT | dettagli | Monfalcone (TS) | Campo di Borgo Cairoli         | 4º nel girone D della 2ª Div.           |
| Olympia          | dettagli | Fiume           | Stadio Cantrida                | 2º nel girone D della 2ª Div.           |
| Petrarca         | dettagli | Padova          | Stadio Tre Pini                | 8º nel girone D della 2ª Div.           |
| Pro Gorizia      | dettagli | Gorizia         | Campo di via Lantieri          | 1º nel gir. giuliano della 3ª Div.      |
| Treviso          | dettagli | Treviso         | Campo di S.Maria del Rovere    | 1º nel gir. finale veneta della 3ª Div. |
| Triestina        | dettagli | Trieste         | Campo Montebello, via Rossetti | 7º nel girone D della 2ª Div.           |
| Venezia          | dettagli | Venezia         | Campo di Sant'Elena            | 3º nel girone D della 2ª Div.           |
| Vicenza          | dettagli | Vicenza         | Campo di San Felice            | 9º nel girone D della 2ª Div.           |

#### Classifica finale
|  | Pos. | Squadra          | Pt | G  | V  | N | P  | GF | GS | QR    |
|  | ---- | ---------------- | -- | -- | -- | - | -- | -- | -- | ----- |
|  | 1.   | Venezia          | 27 | 20 | 10 | 7 | 3  | 33 | 19 |       |
|  | 2.   | Treviso          | 25 | 20 | 11 | 3 | 6  | 40 | 29 |       |
|  | 3.   | Olympia          | 23 | 20 | 9  | 5 | 6  | 42 | 27 | 1,556 |
|  | 4.   | Gloria           | 23 | 20 | 10 | 3 | 7  | 41 | 31 | 1,323 |
|  | 5.   | Monfalconese CNT | 20 | 20 | 7  | 6 | 7  | 34 | 34 |       |
|  | 6.   | Triestina        | 18 | 20 | 8  | 2 | 10 | 35 | 34 | 1,029 |
|  | 7.   | Pro Gorizia      | 18 | 20 | 6  | 6 | 8  | 31 | 35 | 0,886 |
|  | 8.   | Edera Trieste    | 18 | 20 | 6  | 6 | 8  | 23 | 28 | 0,821 |
|  | 9.   | Vicenza          | 18 | 20 | 7  | 4 | 9  | 24 | 32 | 0,750 |
|  | 10.  | Dolo             | 17 | 20 | 8  | 1 | 11 | 35 | 43 |       |
|  | 11.  | Petrarca         | 13 | 20 | 5  | 3 | 12 | 26 | 52 |       |

Legenda:
 Ammesso in Prima Divisione 1926-1927.
      Retrocesso in Seconda Divisione 1926-1927 (DDIN).
 Ammesso solo successivamente alla categoria di destinazione.
 Fusesi nella sorgente Fiumana.
Regolamento:
Due punti a vittoria, uno a pareggio, zero a sconfitta.
In caso di pari merito in qualsiasi posizione della classifica, le squadre sono classificate grazie al miglior quoziente reti (QR).

#### Tabellone
|                     | Dol  | Ede  | Glo  | Mon  | Oli  | Pet  | Pro  | Tre  | Tri  | Ven  | Vic  |
| ------------------- | ---- | ---- | ---- | ---- | ---- | ---- | ---- | ---- | ---- | ---- | ---- |
| Dolo                | –––– | 0-1  | 4-1  | 1-5  | 3-1  | 2-2  | 2-1  | 2-0  | 6-2  | 1-2  | 4-0  |
| Edera               | 6-0  | –––– | 0-3  | 0-0  | 0-0  | 2-1  | 1-1  | 2-1  | 2-2  | 0-3  | 1-1  |
| Gloria              | 4-0  | 2-0  | –––– | 4-0  | 1-1  | 6-0  | 6-0  | 0-0  | 3-2  | 0-0  | 1-2  |
| Monfalconese C.N.T. | 3-2  | 2-2  | 2-2  | –––– | 4-1  | 0-2  | 1-1  | 1-2  | 2-1  | 1-0  | 0-0  |
| Olimpia             | 3-2  | 2-1  | 4-0  | 2-1  | –––– | 7-1  | 4-2  | 1-1  | 3-0  | 2-0  | 2-0  |
| Petrarca            | 0-1  | 2-1  | 3-2  | 0-3  | 1-0  | –––– | 0-2  | 2-4  | 2-0  | 2-2  | 1-1  |
| Pro Gorizia         | 1-3  | 1-2  | 1-1  | 3-2  | 4-1  | 4-2  | –––– | 1-1  | 2-0  | 1-1  | 3-0  |
| Treviso             | 4-1  | 3-1  | 3-1  | 5-1  | 3-2  | 5-1  | 2-1  | –––– | 2-3  | 3-1  | 0-2  |
| Triestina           | 3-0  | 0-1  | 0-2  | 1-2  | 4-0  | 4-2  | 4-1  | 2-0  | –––– | 0-0  | 2-0  |
| Venezia             | 3-1  | 2-0  | 5-2  | 2-2  | 1-0  | 1-0  | 0-0  | 4-0  | 3-2  | –––– | 2-1  |
| Vicenza             | 1-0  | 2-0  | 0-1  | 3-2  | 2-5  | 5-2  | 2-1  | 0-1  | 1-3  | 1-1  | –––– |

#### Calendario
| andata (1ª) | andata (1ª)  | Prima giornata              | ritorno (12ª) | ritorno (12ª) |
|             |              |                             |               |               |
| 4 ott.      | 3-0          | Pro Gorizia-Vicenza         | 1-2           | 28 feb.       |
| 4 ott.      | 1-0          | Venezia-Petrarca            | 2-2           | 28 feb.       |
| 4 ott.      | 2-3          | Treviso-Triestina           | 0-2           | 28 feb.       |
| 4 ott.      | 0-3          | Edera-Gloria                | 1-1           | 28 feb.       |
| 4 ott.      | 2-1          | Olympia-Monfalconese C.N.T. | 4-1           | 28 feb.       |
| 4 ott.      | Riposa: Dolo |                             |               | 28 feb.       |

| andata (2ª) | andata (2ª)     | Seconda giornata            | ritorno (13ª) | ritorno (13ª) |
|             |                 |                             |               |               |
| 11 ott.     | 2-5             | Vicenza-Olympia             | 0-2           | 7 mar.        |
| 11 ott.     | 1-2             | Edera-Petrarca              | 2-1           | 7 mar.        |
| 11 ott.     | 1-2             | Monfalconese C.N.T.-Treviso | 1-5           | 7 mar.        |
| 11 ott.     | 6-0             | Gloria-Pro Gorizia          | 1-1           | 7 mar.        |
| 11 ott.     | 6-2             | Dolo-Triestina              | 0-3           | 7 mar.        |
| 11 ott.     | Riposa: Venezia |                             |               | 7 mar.        |

| andata (1ª) | andata (1ª)  | Prima giornata              | ritorno (12ª) | ritorno (12ª) |
|             |              |                             |               |               |
| 4 ott.      | 3-0          | Pro Gorizia-Vicenza         | 1-2           | 28 feb.       |
| 4 ott.      | 1-0          | Venezia-Petrarca            | 2-2           | 28 feb.       |
| 4 ott.      | 2-3          | Treviso-Triestina           | 0-2           | 28 feb.       |
| 4 ott.      | 0-3          | Edera-Gloria                | 1-1           | 28 feb.       |
| 4 ott.      | 2-1          | Olympia-Monfalconese C.N.T. | 4-1           | 28 feb.       |
| 4 ott.      | Riposa: Dolo |                             |               | 28 feb.       |

| andata (2ª) | andata (2ª)     | Seconda giornata            | ritorno (13ª) | ritorno (13ª) |
|             |                 |                             |               |               |
| 11 ott.     | 2-5             | Vicenza-Olympia             | 0-2           | 7 mar.        |
| 11 ott.     | 1-2             | Edera-Petrarca              | 2-1           | 7 mar.        |
| 11 ott.     | 1-2             | Monfalconese C.N.T.-Treviso | 1-5           | 7 mar.        |
| 11 ott.     | 6-0             | Gloria-Pro Gorizia          | 1-1           | 7 mar.        |
| 11 ott.     | 6-2             | Dolo-Triestina              | 0-3           | 7 mar.        |
| 11 ott.     | Riposa: Venezia |                             |               | 7 mar.        |

| andata (3ª) | andata (3ª)     | Terza giornata               | ritorno (14ª) | ritorno (14ª) |
|             |                 |                              |               |               |
| 18 ott.     | 2-0             | Vicenza-Edera                | 1-1           | 14 mar.       |
| 18 ott.     | 1-1             | Pro Gorizia-Venezia          | 0-0           | 14 mar.       |
| 18 ott.     | 4-1             | Treviso-Dolo                 | 0-2           | 14 mar.       |
| 18 ott.     | 0-3             | Petrarca-Monfalconese C.N.T. | 2-0           | 14 mar.       |
| 18 ott.     | 0-2             | Triestina-Gloria             | 2-3           | 14 mar.       |
| 18 ott.     | Riposa: Olympia |                              |               | 14 mar.       |

| andata (4ª) | andata (4ª)       | Quarta giornata             | ritorno (15ª) | ritorno (15ª) |
|             |                   |                             |               |               |
| 25 ott.     | 2-1               | Venezia-Vicenza             | 1-1           | 28 mar.       |
| 25 ott.     | 1-2               | Edera-Olympia               | 0-0           | 28 mar.       |
| 25 ott.     | 0-0               | Gloria-Treviso              | 1-3           | 28 mar.       |
| 25 ott.     | 2-2               | Dolo-Petrarca               | 1-1           | 28 mar.       |
| 25 ott.     | 1-1               | Monfalconese C.N.T.-Gorizia | 2-3           | 28 mar.       |
| 25 ott.     | Riposa: Triestina |                             |               | 28 mar.       |

| andata (3ª) | andata (3ª)     | Terza giornata               | ritorno (14ª) | ritorno (14ª) |
|             |                 |                              |               |               |
| 18 ott.     | 2-0             | Vicenza-Edera                | 1-1           | 14 mar.       |
| 18 ott.     | 1-1             | Pro Gorizia-Venezia          | 0-0           | 14 mar.       |
| 18 ott.     | 4-1             | Treviso-Dolo                 | 0-2           | 14 mar.       |
| 18 ott.     | 0-3             | Petrarca-Monfalconese C.N.T. | 2-0           | 14 mar.       |
| 18 ott.     | 0-2             | Triestina-Gloria             | 2-3           | 14 mar.       |
| 18 ott.     | Riposa: Olympia |                              |               | 14 mar.       |

| andata (4ª) | andata (4ª)       | Quarta giornata             | ritorno (15ª) | ritorno (15ª) |
|             |                   |                             |               |               |
| 25 ott.     | 2-1               | Venezia-Vicenza             | 1-1           | 28 mar.       |
| 25 ott.     | 1-2               | Edera-Olympia               | 0-0           | 28 mar.       |
| 25 ott.     | 0-0               | Gloria-Treviso              | 1-3           | 28 mar.       |
| 25 ott.     | 2-2               | Dolo-Petrarca               | 1-1           | 28 mar.       |
| 25 ott.     | 1-1               | Monfalconese C.N.T.-Gorizia | 2-3           | 28 mar.       |
| 25 ott.     | Riposa: Triestina |                             |               | 28 mar.       |

| andata (5ª) | andata (5ª) | Quinta giornata             | ritorno (16ª) | ritorno (16ª) |
|             |             |                             |               |               |
| 15 nov.     | 3-2         | Vicenza-Monfalconese C.N.T. | 0-0           | 4 apr.        |
| 15 nov.     | 1-1         | Pro Gorizia-Triestina       | 1-4           | 4 apr.        |
| 15 nov.     | 2-0         | Olympia-Venezia             | 1-1           | 4 apr.        |
| 15 nov.     | 3-2         | Petrarca-Gloria             | 0-6           | 4 apr.        |
| 10 gen.     | 6-0         | Edera-Dolo                  | 1-0           | 4 apr.        |
| 15 nov.     |             | Riposa: Treviso             |               | 4 apr.        |

| andata (6ª) | andata (6ª)                 | Sesta giornata     | ritorno (17ª) | ritorno (17ª) |
|             |                             |                    |               |               |
| 7 feb.      | 1-4                         | Treviso-Vicenza    | 1-0           | 11 apr.       |
| 22 nov.     | 5-2                         | Venezia-Gloria     | 0-0           | 11 apr.       |
| 22 nov.     | 1-1                         | Edera-Pro Gorizia  | 2-1           | 11 apr.       |
| 22 nov.     | 3-2                         | Olympia-Dolo       | 1-3           | 11 apr.       |
| 22 nov.     | 2-0                         | Petrarca-Triestina | 2-4           | 11 apr.       |
| 22 nov.     | Riposa: Monfalconese C.N.T. |                    |               | 11 apr.       |

| andata (5ª) | andata (5ª) | Quinta giornata             | ritorno (16ª) | ritorno (16ª) |
|             |             |                             |               |               |
| 15 nov.     | 3-2         | Vicenza-Monfalconese C.N.T. | 0-0           | 4 apr.        |
| 15 nov.     | 1-1         | Pro Gorizia-Triestina       | 1-4           | 4 apr.        |
| 15 nov.     | 2-0         | Olympia-Venezia             | 1-1           | 4 apr.        |
| 15 nov.     | 3-2         | Petrarca-Gloria             | 0-6           | 4 apr.        |
| 10 gen.     | 6-0         | Edera-Dolo                  | 1-0           | 4 apr.        |
| 15 nov.     |             | Riposa: Treviso             |               | 4 apr.        |

| andata (6ª) | andata (6ª)                 | Sesta giornata     | ritorno (17ª) | ritorno (17ª) |
|             |                             |                    |               |               |
| 7 feb.      | 1-4                         | Treviso-Vicenza    | 1-0           | 11 apr.       |
| 22 nov.     | 5-2                         | Venezia-Gloria     | 0-0           | 11 apr.       |
| 22 nov.     | 1-1                         | Edera-Pro Gorizia  | 2-1           | 11 apr.       |
| 22 nov.     | 3-2                         | Olympia-Dolo       | 1-3           | 11 apr.       |
| 22 nov.     | 2-0                         | Petrarca-Triestina | 2-4           | 11 apr.       |
| 22 nov.     | Riposa: Monfalconese C.N.T. |                    |               | 11 apr.       |

| andata (7ª) | andata (7ª)         | Settima giornata            | ritorno (18ª) | ritorno (18ª) |
|             |                     |                             |               |               |
| 29 nov.     | 4-0                 | Dolo-Vicenza                | 0-1           | 2 mag.        |
| 29 nov.     | 1-5                 | Petrarca-Treviso            | 2-4           | 2 mag.        |
| 29 nov.     | 1-1                 | Gloria-Olympia              | 0-4           | 2 mag.        |
| 29 nov.     | 1-0                 | Edera-Triestina             | 2-2           | 2 mag.        |
| 29 nov.     | 1-0                 | Monfalconese C.N.T.-Venezia | 2-2           | 2 mag.        |
| 29 nov.     | Riposa: Pro Gorizia |                             |               | 2 mag.        |

| andata (8ª) | andata (8ª) | Ottava giornata               | ritorno (19ª) | ritorno (19ª) |
|             |             |                               |               |               |
| 6 dic.      | 1-1         | Pro Gorizia-Treviso           | 1-2           | 16 mag.       |
| 6 dic.      | 1-0         | Petrarca-Olympia              | 1-7           | 16 mag.       |
| 6 dic.      | 2-0         | Venezia-Edera                 | 0-3           | 23 mag.       |
| 6 dic.      | 1-2         | Triestina-Monfalconese C.N.T. | 1-2           | 23 mag.       |
| 6 dic.      | 4-0         | Gloria-Dolo                   | 1-4           | 16 mag.       |
| 6 dic.      |             | Riposa: Vicenza               |               | 9 mag.        |

| andata (7ª) | andata (7ª)         | Settima giornata            | ritorno (18ª) | ritorno (18ª) |
|             |                     |                             |               |               |
| 29 nov.     | 4-0                 | Dolo-Vicenza                | 0-1           | 2 mag.        |
| 29 nov.     | 1-5                 | Petrarca-Treviso            | 2-4           | 2 mag.        |
| 29 nov.     | 1-1                 | Gloria-Olympia              | 0-4           | 2 mag.        |
| 29 nov.     | 1-0                 | Edera-Triestina             | 2-2           | 2 mag.        |
| 29 nov.     | 1-0                 | Monfalconese C.N.T.-Venezia | 2-2           | 2 mag.        |
| 29 nov.     | Riposa: Pro Gorizia |                             |               | 2 mag.        |

| andata (8ª) | andata (8ª) | Ottava giornata               | ritorno (19ª) | ritorno (19ª) |
|             |             |                               |               |               |
| 6 dic.      | 1-1         | Pro Gorizia-Treviso           | 1-2           | 16 mag.       |
| 6 dic.      | 1-0         | Petrarca-Olympia              | 1-7           | 16 mag.       |
| 6 dic.      | 2-0         | Venezia-Edera                 | 0-3           | 23 mag.       |
| 6 dic.      | 1-2         | Triestina-Monfalconese C.N.T. | 1-2           | 23 mag.       |
| 6 dic.      | 4-0         | Gloria-Dolo                   | 1-4           | 16 mag.       |
| 6 dic.      |             | Riposa: Vicenza               |               | 9 mag.        |

| andata (9ª) | andata (9ª)    | Nona giornata             | ritorno (20ª) | ritorno (20ª) |
|             |                |                           |               |               |
| 13 dic.     | 5-2            | Vicenza-Petrarca          | 1-1           | 13 giu.       |
| 13 dic.     | 1-1            | Olympia-Treviso           | 2-3           | 13 giu.       |
| 13 dic.     | 0-0            | Edera-Monfalconese C.N.T. | 2-2           | 13 giu.       |
| 13 dic.     | 3-2            | Venezia-Triestina         | 0-0           | 13 giu.       |
| 13 dic.     | 2-1            | Dolo-Pro Gorizia          | 3-1           | 13 giu.       |
| 13 dic.     | Riposa: Gloria |                           |               | 13 giu.       |

| andata (10ª) | andata (10ª)     | Decima giornata            | ritorno (21ª) | ritorno (21ª) |
|              |                  |                            |               |               |
| 24 gen.      | 2-0              | Triestina-Vicenza          | 3-1           | 27 giu.       |
| 3 gen.       | 3-1              | Treviso-Edera              | 1-2           | 27 giu.       |
| 3 gen.       | 1-2              | Dolo-Venezia               | 1-3           | 27 giu.       |
| 3 gen.       | 4-1              | Pro Gorizia-Olympia        | 2-4           | 27 giu.       |
| 3 gen.       | 4-0              | Gloria-Monfalconese C.N.T. | 2-2           | 27 giu.       |
| 3 gen.       | Riposa: Petrarca |                            |               | 27 giu.       |

| andata (9ª) | andata (9ª)    | Nona giornata             | ritorno (20ª) | ritorno (20ª) |
|             |                |                           |               |               |
| 13 dic.     | 5-2            | Vicenza-Petrarca          | 1-1           | 13 giu.       |
| 13 dic.     | 1-1            | Olympia-Treviso           | 2-3           | 13 giu.       |
| 13 dic.     | 0-0            | Edera-Monfalconese C.N.T. | 2-2           | 13 giu.       |
| 13 dic.     | 3-2            | Venezia-Triestina         | 0-0           | 13 giu.       |
| 13 dic.     | 2-1            | Dolo-Pro Gorizia          | 3-1           | 13 giu.       |
| 13 dic.     | Riposa: Gloria |                           |               | 13 giu.       |

| andata (10ª) | andata (10ª)     | Decima giornata            | ritorno (21ª) | ritorno (21ª) |
|              |                  |                            |               |               |
| 24 gen.      | 2-0              | Triestina-Vicenza          | 3-1           | 27 giu.       |
| 3 gen.       | 3-1              | Treviso-Edera              | 1-2           | 27 giu.       |
| 3 gen.       | 1-2              | Dolo-Venezia               | 1-3           | 27 giu.       |
| 3 gen.       | 4-1              | Pro Gorizia-Olympia        | 2-4           | 27 giu.       |
| 3 gen.       | 4-0              | Gloria-Monfalconese C.N.T. | 2-2           | 27 giu.       |
| 3 gen.       | Riposa: Petrarca |                            |               | 27 giu.       |

| \| andata (11ª) \| andata (11ª) \| Undicesima giornata \| ritorno (22ª) \| ritorno (22ª) \| \| \| \| \| \| \| \| 20 dic. \| 1-2 \| Gloria-Vicenza \| 1-0 \| 20 giu. \| \| 10 gen. \| 2-0 \| [35] Pro Gorizia-Petrarca \| 4-2 \| 20 giu. \| \| 24 gen. \| 3-2 \| [39] Monfalconese C.N.T.-Dolo \| 5-1 \| 20 giu. \| \| 24 gen. \| 3-1 \| [39] Treviso-Venezia \| 0-4 \| 20 giu. \| \| 20 dic. \| 4-0 \| Triestina-Olympia \| 0-3 \| 20 giu. \| \| 20 dic. \| Riposa: Edera \| \| \| 20 giu. \| |               |                          |               |               |
| andata (11ª) | andata (11ª)  | Undicesima giornata      | ritorno (22ª) | ritorno (22ª) |
| |               |                          |               |               |
| 20 dic. | 1-2           | Gloria-Vicenza           | 1-0           | 20 giu.       |
| 10 gen. | 2-0           | Pro Gorizia-Petrarca     | 4-2           | 20 giu.       |
| 24 gen. | 3-2           | Monfalconese C.N.T.-Dolo | 5-1           | 20 giu.       |
| 24 gen. | 3-1           | Treviso-Venezia          | 0-4           | 20 giu.       |
| 20 dic. | 4-0           | Triestina-Olympia        | 0-3           | 20 giu.       |
| 20 dic. | Riposa: Edera |                          |               | 20 giu.       |

| andata (11ª) | andata (11ª)  | Undicesima giornata      | ritorno (22ª) | ritorno (22ª) |
|              |               |                          |               |               |
| 20 dic.      | 1-2           | Gloria-Vicenza           | 1-0           | 20 giu.       |
| 10 gen.      | 2-0           | Pro Gorizia-Petrarca     | 4-2           | 20 giu.       |
| 24 gen.      | 3-2           | Monfalconese C.N.T.-Dolo | 5-1           | 20 giu.       |
| 24 gen.      | 3-1           | Treviso-Venezia          | 0-4           | 20 giu.       |
| 20 dic.      | 4-0           | Triestina-Olympia        | 0-3           | 20 giu.       |
| 20 dic.      | Riposa: Edera |                          |               | 20 giu.       |

### Girone finale
Il girone di finale non fu fatto disputare.

## Lega Sud
A differenza delle precedenti stagioni, i campionati regionali di Seconda Divisione del Meridione, cui si erano aggiunti l’Umbria e gli Abruzzi, avrebbero dovuto essere propedeutici a due triangolari finali interregionali gestiti dalla Lega Sud, i cui vincitori avrebbero dovuto sostituire le ultime classificate dei programmati due gironi di Prima. La mancata approvazione di quest’ultimo progetto all'assemblea federale dell'agosto 1925 fece sì che la Seconda Divisione Sud si arrestò alla fase regionale.
Con un comunicato di inizio ottobre 1925 la Lega Sud delle Società Maggiori annunciò che avrebbe gestito anche il campionato di Seconda Divisione per la stagione 1925-1926, comunicando che le società aventi diritto avrebbero dovuto inviare entro il 18 ottobre alla Segreteria di Lega regolare adesione con denuncia del campo di gioco ed entro il 31 regolare iscrizione accompagnata dal pagamento della tassa annuale di lire 125 e tassa di iscrizione di lire 250. La Lega Sud gestì direttamente i campionati regionali di Seconda Divisione compilandone i calendari e omologandone i risultati.
Era prevista la retrocessione della sesta classificata di ogni girone regionale nonché della settima classificata del girone campano, eccezionalmente a sette squadre, in deroga al regolamento che stabiliva un tetto massimo di sei squadre per regione, onde venire incontro alle esigenze locali. Non è da escludere che fosse prevista la promozione per la prima classificata almeno per i campionati regionali di maggiore prestigio. In ogni caso la promozione era subordinata al possesso di determinati requisiti economici e strutturali, senza contare le continue modifiche ai regolamenti e i frequenti dissesti societari che potevano eventualmente sovvertire i verdetti del campo.
Con la redazione della Carta di Viareggio la FIGC attuò un progressivo inserimento delle squadre meridionali e lo fece valutando vari fattori, capacità finanziaria, meriti sportivi e impianti sportivi a norma, che furono anche influenzati dall'ingerenza politica del regime fascista. Per quanto riguarda la Seconda Divisione Sud, si decise che le regioni minori sarebbero state d'ora in poi raggruppate in modo da avere tornei interregionali di almeno dieci giornate per squadra, lasciando il mero ambito locale alla Terza Divisione come al Nord.
In seguito alla riforma dei campionati, il Direttorio Divisioni Superiori istituito dalla Carta di Viareggio decise di non ammettere nessuna squadra di Seconda Divisione Sud in Prima Divisione 1926-1927, ma tutte le squadre furono ammesse al declassato gruppo Sud della Seconda Divisione 1926-1927, che costituì una sezione del nuovo terzo campionato italiano, gestita dal Direttorio Divisioni Inferiori Sud.

### Marche

#### Squadre partecipanti
| Club             | Rosa     | Città           | Stadio | Stagione precedente                       |
| ---------------- | -------- | --------------- | ------ | ----------------------------------------- |
| Stamura          | dettagli | Ancona          | -      | Vincitrice della 3ª Divisione marchigiana |
| Vigor Senigallia | dettagli | Senigallia (AN) | -      | Vincitrice della 2ª Divisione marchigiana |

#### Classifica finale
|  | Pos. | Squadra          | Pt | G | V | N | P | GF | GS | QR |
|  | ---- | ---------------- | -- | - | - | - | - | -- | -- | -- |
|  | 1.   | Stamura Ancona   | 4  | 2 | 2 | 0 | 0 | 4  | 1  |    |
|  | 2.   | Vigor Senigallia | 0  | 2 | 0 | 0 | 2 | 1  | 4  |    |

Legenda:
Nessuna promozione o retrocessione. Tuttavia la Vigor Senigallia rinunciò alla categoria.
Regolamento:
Due punti a vittoria, uno a pareggio, zero a sconfitta.
In caso di pari merito in qualsiasi posizione della classifica, le squadre sono classificate grazie al miglior quoziente reti (QR).

### Umbria

#### Squadre partecipanti
| Club    | Rosa     | Città                  | Stadio | Stagione precedente               |
| ------- | -------- | ---------------------- | ------ | --------------------------------- |
| Perugia | dettagli | Perugia                | -      | 2º nella 2ª Divisione marchigiana |
| Terni   | dettagli | Terni                  | -      | Club di nuova affiliazione        |
| Tiferno | dettagli | Città di Castello (PG) | -      | Club di nuova affiliazione        |

#### Classifica finale
|  | Pos. | Squadra | Pt | G | V | N | P | GF | GS | QR |
|  | ---- | ------- | -- | - | - | - | - | -- | -- | -- |
|  | 1.   | Terni   | 6  | 4 | 2 | 2 | 0 | 6  | 2  |    |
|  | 2.   | Tiferno | 4  | 4 | 1 | 2 | 1 | 3  | 3  |    |
|  | 3.   | Perugia | 2  | 4 | 1 | 0 | 3 | 1  | 5  |    |

Legenda:
Nessuna promozione o retrocessione.
Il Perugia  si iscrisse ma poi non partecipò al campionato successivo, prendendosi un anno sabbatico.
Regolamento:
Due punti a vittoria, uno a pareggio, zero a sconfitta.
In caso di pari merito in qualsiasi posizione della classifica, le squadre sono classificate grazie al miglior quoziente reti (QR).

### Lazio

#### Squadre partecipanti
| Club            | Rosa     | Città              | Stadio | Stagione precedente                   |
| --------------- | -------- | ------------------ | ------ | ------------------------------------- |
| Ardita          | dettagli | Roma               | -      | Vincitrice della 3ª Divisione laziale |
| Carlo Oriani    | dettagli | Roma               | -      | 2ª nella 3ª Divisione laziale         |
| Civitavecchiese | dettagli | Civitavecchia (RM) | -      | -                                     |
| Romulea         | dettagli | Roma               | -      | -                                     |
| Tivoli          | dettagli | Tivoli (RM)        | -      | -                                     |
| Virtus Goliarda | -        | Roma               | -      | -                                     |

#### Classifica finale
|  | Pos. | Squadra         | Pt | G  | V | N | P | GF | GS | QR    |
|  | ---- | --------------- | -- | -- | - | - | - | -- | -- | ----- |
|  | 1.   | Tivoli          | 17 | 10 | 8 | 1 | 1 | 32 | 7  |       |
|  | 2.   | Romulea         | 10 | 10 | 5 | 0 | 5 | 21 | 18 | 1,167 |
|  | 3.   | Civitavecchiese | 10 | 10 | 4 | 2 | 4 | 20 | 20 | 1,000 |
|  | 4.   | Virtus Goliarda | 10 | 10 | 4 | 2 | 4 | 16 | 24 | 0,667 |
|  | 5.   | Ardita Roma     | 9  | 10 | 4 | 1 | 5 | 14 | 16 |       |
|  | 6.   | Carlo Oriani    | 4  | 10 | 1 | 2 | 7 | 12 | 30 |       |

Legenda:
Nessuna promozione o retrocessione.
 Non si iscrive al campionato successivo.
Regolamento:
Due punti a vittoria, uno a pareggio, zero a sconfitta.
In caso di pari merito in qualsiasi posizione della classifica, le squadre sono classificate grazie al miglior quoziente reti (QR).

### Abruzzo

#### Squadre partecipanti
| Club              | Rosa     | Città                | Stadio | Stagione precedente |
| ----------------- | -------- | -------------------- | ------ | ------------------- |
| G.C. Pratolani    | dettagli | Pratola Peligna (AQ) | -      | -                   |
| Pippo Massangioli | dettagli | Chieti               | -      | -                   |
| Ursus             | dettagli | Pescara              | -      | -                   |

#### Classifica finale
|  | Pos. | Squadra           | Pt | G | V | N | P | GF | GS | QR |
|  | ---- | ----------------- | -- | - | - | - | - | -- | -- | -- |
|  | 1.   | G.C. Pratolani    | 6  | 4 | 3 | 0 | 1 | 8  | 4  |    |
|  | 2.   | Ursus Pescara     | 4  | 4 | 2 | 0 | 2 | 11 | 8  |    |
|  | 3.   | Pippo Massangioli | 2  | 4 | 1 | 0 | 3 | 4  | 11 |    |

Legenda:
Nessuna promozione o retrocessione.
 Sciolto su decreto prefettizio prima dell’inizio del campionato successivo il 30 novembre 1926 per motivi politici.
Regolamento:
Due punti a vittoria, uno a pareggio, zero a sconfitta.
In caso di pari merito in qualsiasi posizione della classifica, le squadre sono classificate grazie al miglior quoziente reti (QR).

### Campania

#### Squadre partecipanti
| Club             | Rosa     | Città             | Stadio | Stagione precedente                                 |
| ---------------- | -------- | ----------------- | ------ | --------------------------------------------------- |
| Aversana         | dettagli | Aversa (CE)       | -      | 3º nel girone casertano di 3ª Divisione             |
| Naples           | dettagli | Napoli            | -      | "Speranza" 5º nel girone napoletano di 3ª Divisione |
| Pro Formia       | dettagli | Formia (CE)       | -      | 1º nel girone casertano di 3ª Divisione             |
| Pro Poggiomarino | dettagli | Poggiomarino (NA) | -      | Club di nuova affiliazione                          |
| Pro Santa Lucia  | dettagli | Napoli            | -      | -                                                   |
| Scafatese        | dettagli | Scafati (SA)      | -      | -                                                   |
| Vomero           | dettagli | Napoli            | -      | -                                                   |

#### Classifica finale
|  | Pos. | Squadra          | Pt | G  | V | N | P  | GF | GS | QR    |
|  | ---- | ---------------- | -- | -- | - | - | -- | -- | -- | ----- |
|  | 1.   | Pro Poggiomarino | 21 | 12 | 9 | 3 | 0  | 28 | 7  |       |
|  | 2.   | Scafatese        | 19 | 12 | 9 | 1 | 2  | 28 | 13 |       |
|  | 3.   | Naples           | 17 | 12 | 8 | 1 | 3  | 36 | 18 |       |
|  | 4.   | Pro Santa Lucia  | 9  | 12 | 4 | 1 | 7  | 21 | 28 | 0,750 |
|  | 5.   | Aversana         | 9  | 12 | 4 | 1 | 7  | 16 | 26 | 0,615 |
|  | 6.   | Pro Formia       | 7  | 12 | 3 | 1 | 8  | 20 | 35 |       |
|  | 7.   | Vomero           | 1  | 12 | 0 | 2 | 10 | 4  | 26 |       |

Legenda:
Nessuna promozione o retrocessione (secondo il regolamento originario avrebbero dovuto retrocedere in Terza Divisione la sesta e la settima classificata, onde tornare a sei squadre per la stagione successiva, mentre la prima avrebbe dovuto essere promossa in Prima Divisione).
 Non si iscrive al campionato successivo.
Regolamento:
Due punti a vittoria, uno a pareggio, zero a sconfitta.
In caso di pari merito in qualsiasi posizione della classifica, le squadre sono classificate grazie al miglior quoziente reti (QR).

### Sicilia e Calabria
Campionato appena normalizzato mediante l’iscrizione dei vincitori dei quattro campionati provinciali previgenti.

#### Squadre partecipanti
| Club             | Rosa     | Città           | Stadio | Stagione precedente           |
| ---------------- | -------- | --------------- | ------ | ----------------------------- |
| Peloro           | inattiva | Messina         | -      | Vince il campionato siciliano |
| Reggio           | dettagli | Reggio Calabria | -      | -                             |
| Stadium          | -        | Palermo         | -      | -                             |
| Tommaso Gargallo | dettagli | Siracusa        | -      | -                             |
| Umberto I        | dettagli | Messina         | -      | -                             |

#### Classifica finale
|  | Pos. | Squadra          | Pt | G | V | N | P | GF | GS | QR |
|  | ---- | ---------------- | -- | - | - | - | - | -- | -- | -- |
|  | 1.   | Tommaso Gargallo | 8  | 6 | 4 | 0 | 2 | 14 | 10 |    |
|  | 2.   | Stadium Palermo  | 6  | 5 | 3 | 0 | 2 | 13 | 8  |    |
|  | 3.   | Umberto I        | 4  | 5 | 2 | 0 | 3 | 7  | 11 |    |
|  | 4.   | Reggio           | 2  | 4 | 1 | 0 | 3 | 5  | 10 |    |
|  | A.S. | Peloro           |    |   |   |   |   |    |    |    |

Legenda:
Nessuna promozione o retrocessione.
Regolamento:
Due punti a vittoria, uno a pareggio, zero a sconfitta.
In caso di pari merito in qualsiasi posizione della classifica, le squadre sono classificate grazie al miglior quoziente reti (QR).
Note:
La gara Umberto I-Reggio non fu recuperata perché ininfluente ai fini della classifica.
Non è disponibile il risultato della gara Stadium - Reggio.